# Liste der Baudenkmäler in Miltenberg
Auf dieser Seite sind die Baudenkmäler in der unterfränkischen Stadt Miltenberg zusammengestellt. Diese Tabelle ist eine Teilliste der Liste der Baudenkmäler in Bayern. Grundlage ist die Bayerische Denkmalliste, die auf Basis des Bayerischen Denkmalschutzgesetzes vom 1. Oktober 1973 erstmals erstellt wurde und seither durch das Bayerische Landesamt für Denkmalpflege geführt wird. Die folgenden Angaben ersetzen nicht die rechtsverbindliche Auskunft der Denkmalschutzbehörde.

## Ensembles

### Ensemble Altstadt Miltenberg
Das Ensemble (Lage) umfasst den Bereich der Mildenburg mit der Kernstadt und ihren beiden inneren Erweiterungen aus dem 14. Jahrhundert, darüber hinaus die Hauptachse der östlichen Vorstadt des 15. Jahrhunderts bis zum Würzburger Tor, einschl. des Engelplatzes und der von dieser Achse senkrecht abzweigenden, jeweils ehemals durch Tore abgeschlossenen Straßenzüge der Ankergasse, Unteren Walldürner Straße und Ziegelgasse mit ihren Bebauungen sowie die ostseitige Bebauung der Fabrikstraße. Die Bereiche zwischen diesen Nebenachsen der östlichen Vorstadt, deren ehemalige Ummauerung in geringen Resten erhalten ist, haben ebenso wie die gesamte äußere westliche Vorstadt zwischen den Resten des Schwertfegertores und dem isoliert in der Nähe des Bahnhofes aufragenden Spitzen Turm ihre historische Struktur soweit verloren, dass sie dem Ensemble nicht mehr zugerechnet werden können.
Im Scheitel eines Mainbogens, auf einem Vorsprung des Greinberges, legten die Erzbischöfe von Mainz im Zuge ihres Herrschaftsausbaus im Maintal in der 1. Hälfte des 13. Jahrhunderts die Mildenburg an. An strategisch günstiger Stelle über dem schmalen Ufersaum mit seiner alten Durchgangsstraße gelegen, wurde die Anlage als Mainzer Stützpunkt gegen die mainaufwärts gelegene, seit 1225 entstandene Burg Freudenberg der Bischöfe von Würzburg ausgebaut. Am Fuß der Mildenburg, wo das Erzstift um 1230 eine Zollstätte einrichtet, entfaltete sich eine Burgsiedlung mit Markt- und Stapelrechten, die rasch Stadtcharakter annahm.
Die älteste Kernstadt erstreckte sich vom Marktplatz westwärts bis zum ehemaligen Oberamtshof; sie wurde befestigt und durch Schenkelmauern mit der Burgbefestigung verbunden. Die Engräumigkeit der topographischen Situation erzwang eine kleine Marktplatzanlage, die südlich auch den schmalen, ansteigenden Raum des Schnatterlochs nutzen musste. Die schnelle Entwicklung der Stadt erforderte umfangreiche Erweiterungen nach Osten und Westen, parallel zum Main, die gleichfalls unter dem Zwang der geringen Breite des Uferstreifens erfolgten. Bis zum ehemaligen Mitteltor beim Eingang zum Engelplatz dehnte sich die erste östliche Vorstadt, bis zum ehemaligen Schwertfegertor an der Bahnhofstraße die erste westliche Vorstadt aus. Beide wurden befestigt und an die Kernstadt, die bereits 1417 als Altstadt bezeichnet wird, angeschlossen. Die östlichen Befestigungsmauern und Halbtürme sind, von der Burg ausgehend mit dem größten Teil des Grabens an der Burgseite völlig, an der Ostseite in größeren Teilen und meist überbaut, erhalten, während die Mainseite nur noch das Tränk- und das Kühtor aufweist; die Westseite, bergseitig durch den Steilhang geschützt, war nur längs des Mains von Befestigungsanlagen umgeben, von denen sich fast nichts erhalten hat.
In ihrer zu Ende des 14. Jahrhunderts erreichten Ausdehnung gibt sich die Stadt als Straßensiedlung zu erkennen, von deren Hauptachse kaum merkbar kurze schmale Seitengässchen abzweigen; nur die Riesengasse macht davon eine Ausnahme. In der geringen Ausdehnung der einzelnen Parzellen wird diese Kleinteiligkeit nochmals anschaulich. Zu Beginn des 15. Jahrhunderts wurde die Stadt zum zweiten Mal nach Osten und Westen ausgedehnt. In außerordentlicher Länge wurde die Bebauung bis zum Würzburger Tor und bis zum Spitzen Turm hinausgeschoben, befestigt und in die Stadt eingeholt; beide hohen Bauten sind erhalten und dokumentieren die Haupteingänge in die historische Stadt, der letztere jetzt isoliert. Die Grundrissstruktur der äußeren östlichen Vorstadt zeigt deutlich großzügigere Planung, als die älteren Stadtbereiche aufweisen. Hier entstand auch der Engelplatz, an welchem sich 1630 die Franziskaner mit Kirche und Kloster niederließen, als geplante und einzige größere Platzanlage der Stadt.
Der innere Ausbau Miltenbergs ist durch die außerordentlich große Zahl erhaltener Fachwerkhäuser aus fast vier Jahrhunderten geprägt, welche die Stadt weithin als eine hölzerne erscheinen lassen. Sie veranschaulichen den Wohlstand der Kaufleute, Handwerker, Schiffer und Fischer im Spätmittelalter und im 16. Jahrhundert; ihr häufig geschnitztes Balkenwerk, die kalkweißen Ausfachungen und die schiefergedeckten Steilsattel- oder Mansarddächer sind charakteristisch für Miltenberg.
Die reichen Fachwerkbauten am Marktplatz schließen sich mit der darüber aufragenden Burg und dem Marktbrunnen zu einem einzigartigen und berühmten malerischen Bild zusammen. Der beherrschende Bau im Zuge der inneren Hauptstraße ist die Stadtpfarrkirche St. Jakob aus dem späten 14. Jahrhundert, die erst 1522 Pfarrrechte erhielt; sie gewann ihre äußere Erscheinung mit dem Doppelturmpaar erst im späten 18. und frühen 19. Jahrhundert. Neben ihr repräsentieren durch ihre Monumentalität und Gestaltung einige Bauten wie das ehemalige Mainzer Kaufhaus, der ehemalige Oberamtshof, die ehemalige Domkellerei und das Amtsgericht die 1803 zu Ende gegangene kurmainzische Stadtherrschaft.
Einzelne barocke Bürgerhäuser und Wohnbauten des 19. Jahrhunderts, meist in Rotsandstein, setzen eigene Akzente, ordnen sich dem Stadtbild aber meistens ein. Umgrenzung: Schlossgasse – Burgbezirk (äußere hangseitige Befestigungsmauern), Hauptstraße 213–301 (ungerade Nrn., südliche hangseitige Grundstücksgrenzen), Bahnhofstraße 1–25 (ungerade Nrn., südliche hangseitige Grundstücksgrenzen), Mainstraße (innere stadtseitige Straßenflucht vom ehemaligen Schwertfegertor bei Bahnhofstraße 25 ostwärts bis zur Einmündung der Ziegelgasse), Ziegelgasse 16, 14, 12, 10, 8, Engelplatz 60, Hauptstraße 1–58 mit Ankergasse 1–20, 22, 24, 26, 28, 30, 32, 34, 36, 38 und mit Fabrikstraße 1–13 (ungerade Nrn.). Engelplatz 59–69, Untere Walldürner Straße 1–19 (ungerade Nrn.), Burgweg/Conradyweg (von Burgweg 38 westwärts entlang des äußeren Stadtgrabens und des Schnatterlochs). Aktennummer: E-6-76-139-1.

### Stadtbefestigung
Das Wachstum der mittelalterlichen Stadt anhand der erhaltenen Überreste der einzelnen Sandsteinmauern des 13.–15. Jahrhunderts gut ablesbar, Abbrüche der Befestigung vom Ende des 18. Jahrhunderts bis in die 2. Hälfte des 20. Jahrhunderts nachweisbar, die erste Stadtbefestigung des 13. Jahrhunderts in Form zweier von der Mildenburg zum Main herabführender Schenkelmauern teilweise noch in den späteren Ausbauten der Burg und entlang einzelner Hausparzellen erhalten, die erste Stadterweiterung des 14. Jahrhunderts vor allem im Osten südlich der Hauptstraße in teils großer Höhe erhalten, Stadtmauer mit Wehrgang über gemauerten Rundbögen von mehreren viereckigen Schalentürmen unterbrochen, die erhaltenen Schieferwalmdächer der Türme aus späterer Zeit, der Schnatterlochturm (1453 d), die sogenannte 'Blaue Kappe' mit Fachwerkaufsatz (1604 d), der nordöstliche Runde Turm mit Kegelspitze des 20. Jahrhunderts sowie zwei Mauerreiter mit Zinnenkranz, von der ersten Stadterweiterung im Westen nur eine Zungenmauer vom ehemaligen Schwertfegertor mit neu gedecktem Mauerreiter und ein von Wohnhäusern überbautes Teilstück erhalten, auch die zweite Stadterweiterung des 15. Jahrhunderts im Westen nur noch durch den erhaltenen Mainzer Torturm fassbar, im Osten die zweite Stadterweiterung in Form längerer Mauerzüge mit den Resten von zwei halbrunden Schalentürmen und dem runden Zuckmantelturm (bezeichnet 1451) als südöstlichem Eckturm erhaltenen und schließlich im Würzburger Torturm gipfelnd, die mainseitige Stadtmauer mehr oder weniger in der Häuserüberbauung aufgegangen mit überbauten Resten des Küh- und des Tränktores. Aktennummer: D-6-76-139-2.
Von der ersten Stadterweiterung im Osten erhalten sind:
- Ziegelgasse 9 (Lage): Rundturm
- Zug der Stadtmauer bis zur Hauptstraße (Lage)
- Ochsengasse (Lage): viereckiger Schalenturm, so genannte Blaue Kappe, Mitte 14. Jahrhundert, mit Fachwerkaufbau nach 1550
- Zug der Stadtmauer von der Hauptstraße bis zur Riesengasse 52 (Lage)

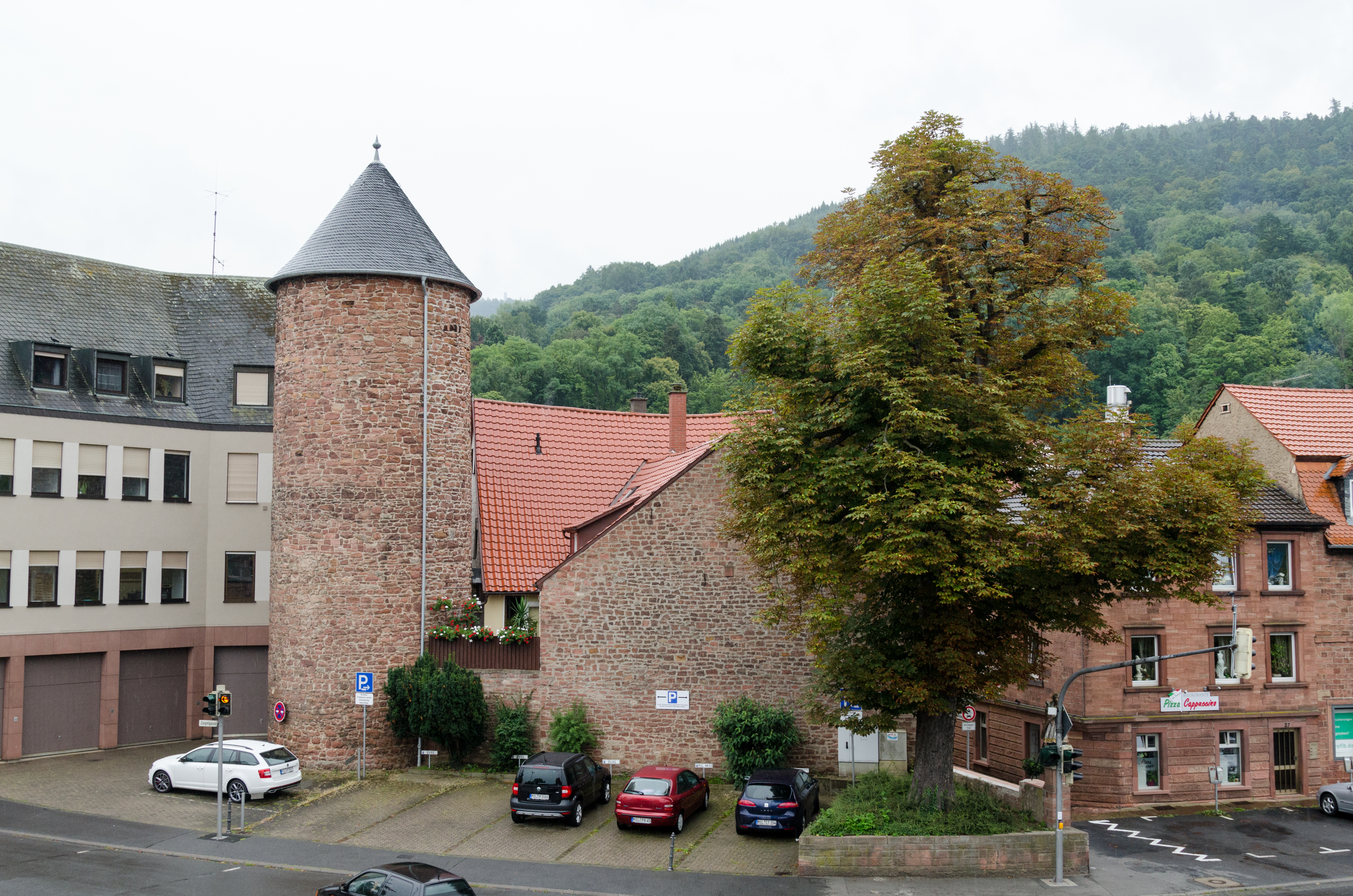
weitere Bilder
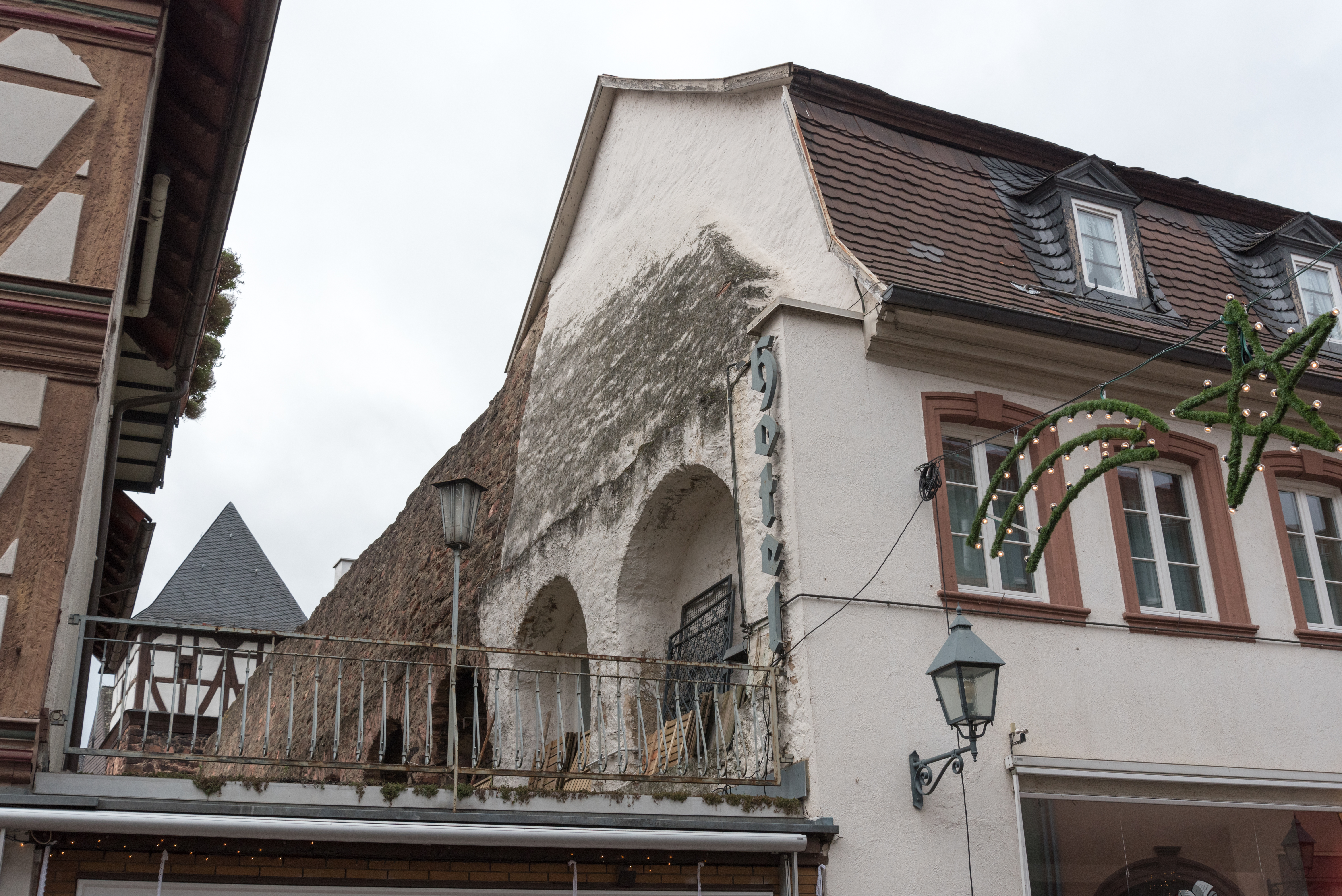
Mauerturm Ochsengasse, Stadtmauer nördlich Hauptstraße
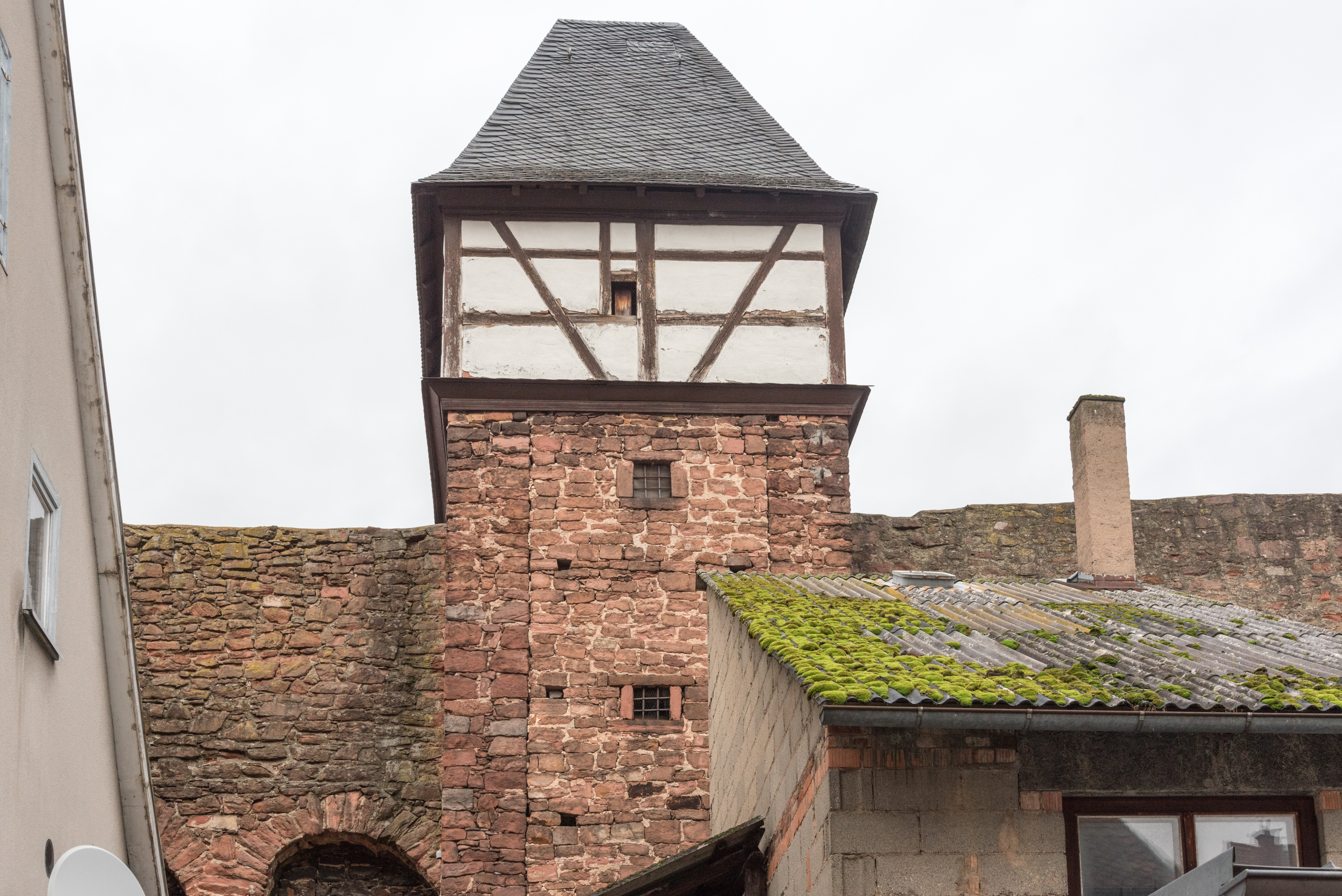
Blaue Kappe weitere Bilder

Beginnend am Würzburger Tor sind folgende Abschnitte im Uhrzeigersinn erhalten:

| Lage                     | Objekt   | Beschreibung | Akten-Nr.     | Bild           |
| ------------------------ | -------- | --- | ------------- | -------------- |
| Hauptstraße 1 (Standort) | Stadttor | sogenanntes Würzburger Tor, fünfgeschossiger Torturm mit Spitzbogendurchfahrt, vorkragendem Obergeschoss über Konsolfries und Schieferwalmdach mit Scharwachtürmchen, Putzfassade mit Werksteingliederungen, gotisch, 1405, in der Durchfahrt Kruzifix, Holz, 19. Jahrhundert | D-6-76-139-51 | weitere Bilder |

- Entlang der Ringstraße (Lage): Zug der Stadtmauer
- Ringstraße 8: Befestigungsturm, sogenannter Zuckmantelturm, 1451
- Burgweg 4, 8, 10, 16, 20 (Lage): Reste der Stadtmauer mit zwei Halbschalentürmen, 1. Hälfte 15. Jahrhundert
- Burgweg 30 (Lage): Reste der Stadtmauer, 1. Hälfte 15. Jahrhundert

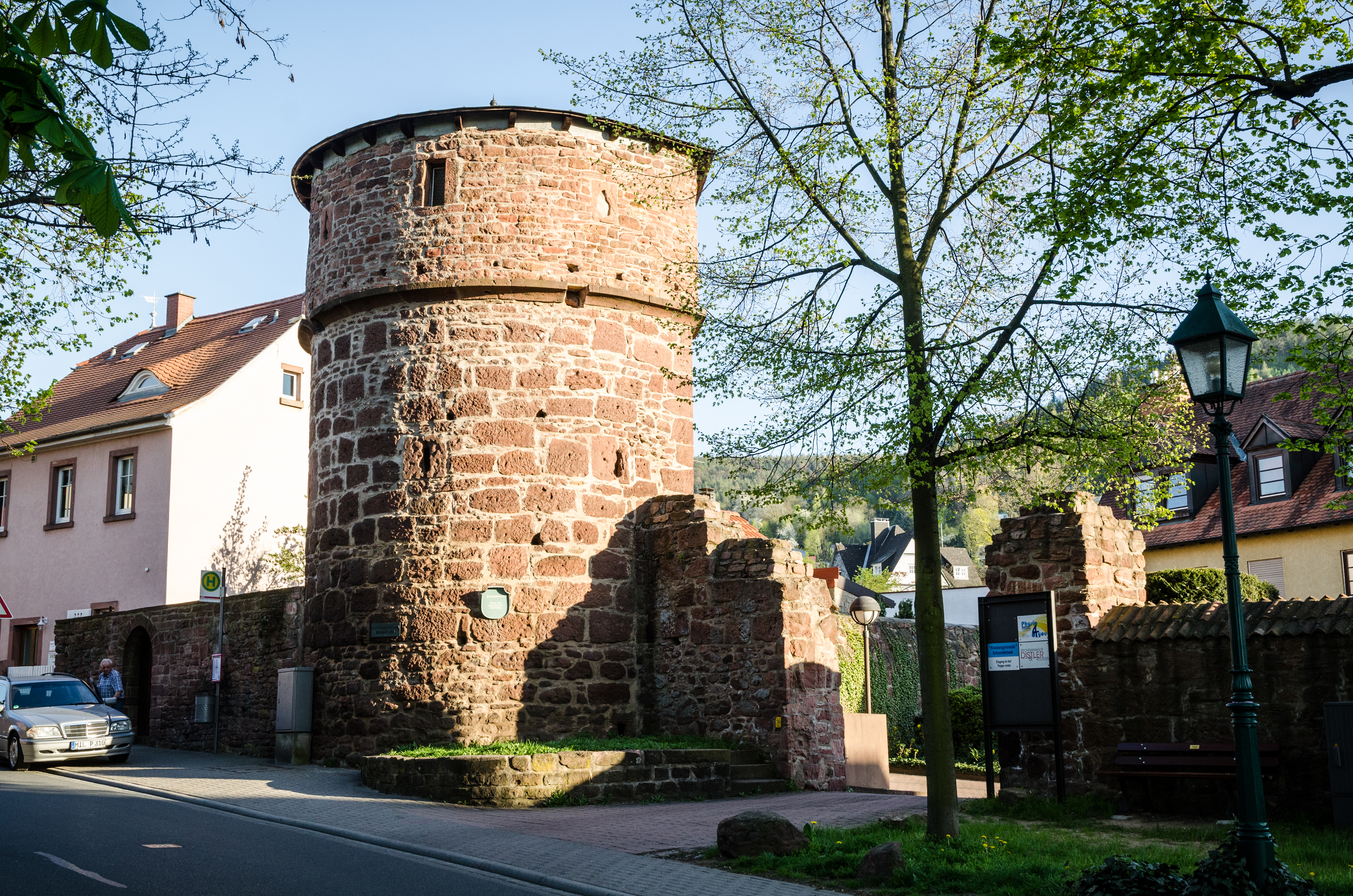
Zuckmantelturm
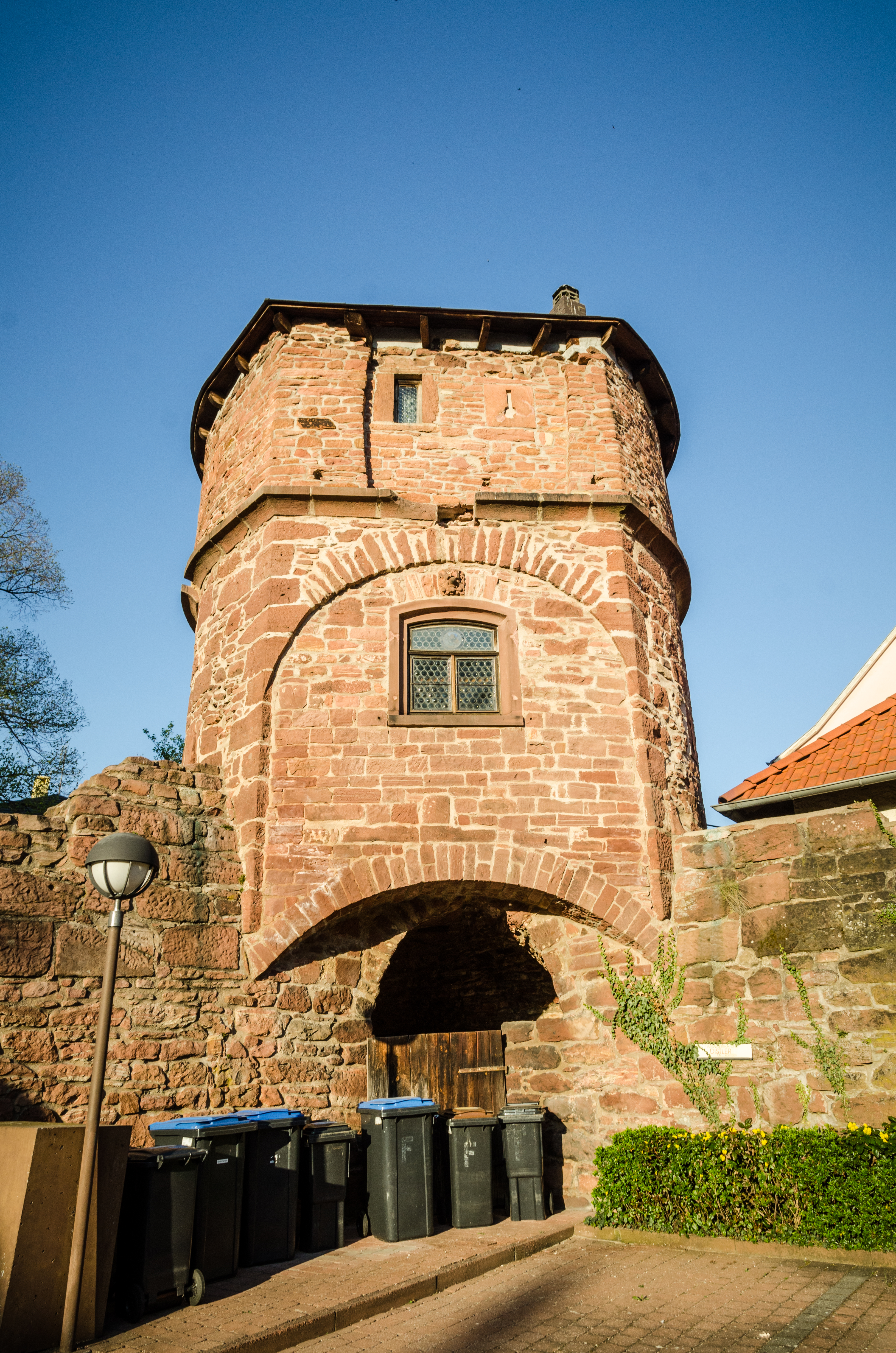
Zuckmantelturm weitere Bilder
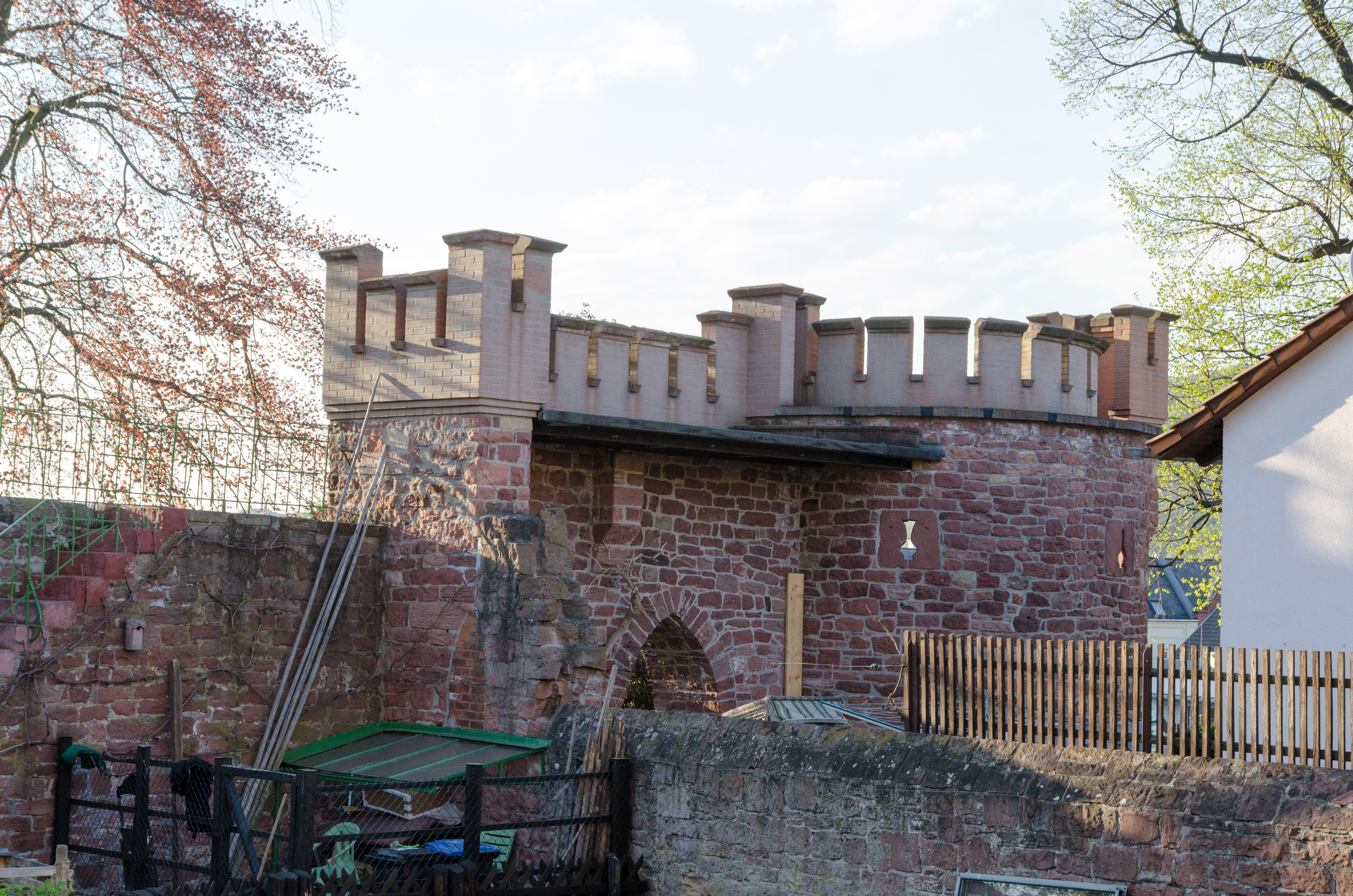
Stadtmauer Burgweg 10

| Lage                                | Objekt   | Beschreibung | Akten-Nr.      | Bild           |
| ----------------------------------- | -------- | --- | -------------- | -------------- |
| Untere Walldürner Straße (Standort) | Stadttor | vier Torpfeiler an Stelle des abgebrochenen mittelalterlichen Vögeleinsstores Sandstein, klassizistisch, Anfang 19. Jahrhundert | D-6-76-139-236 | weitere Bilder |

- Burgweg, von Nr. 32 westlich bis Schnatterloch (Lage): Stadtmauer mit Halbtürmen, Mitte 14. Jahrhundert
- Burgweg, von Nr. 32 westlich bis Schnatterloch (Lage): südlich vorgelagerte Stadtgrabenanlage
- Hexentürmchen, 1627, bei Nr. 38
- Hauptstraße 179 (Lage): Schnatterlochturm, 1453
- Schenkelmauer bis zur Burg (Lage)

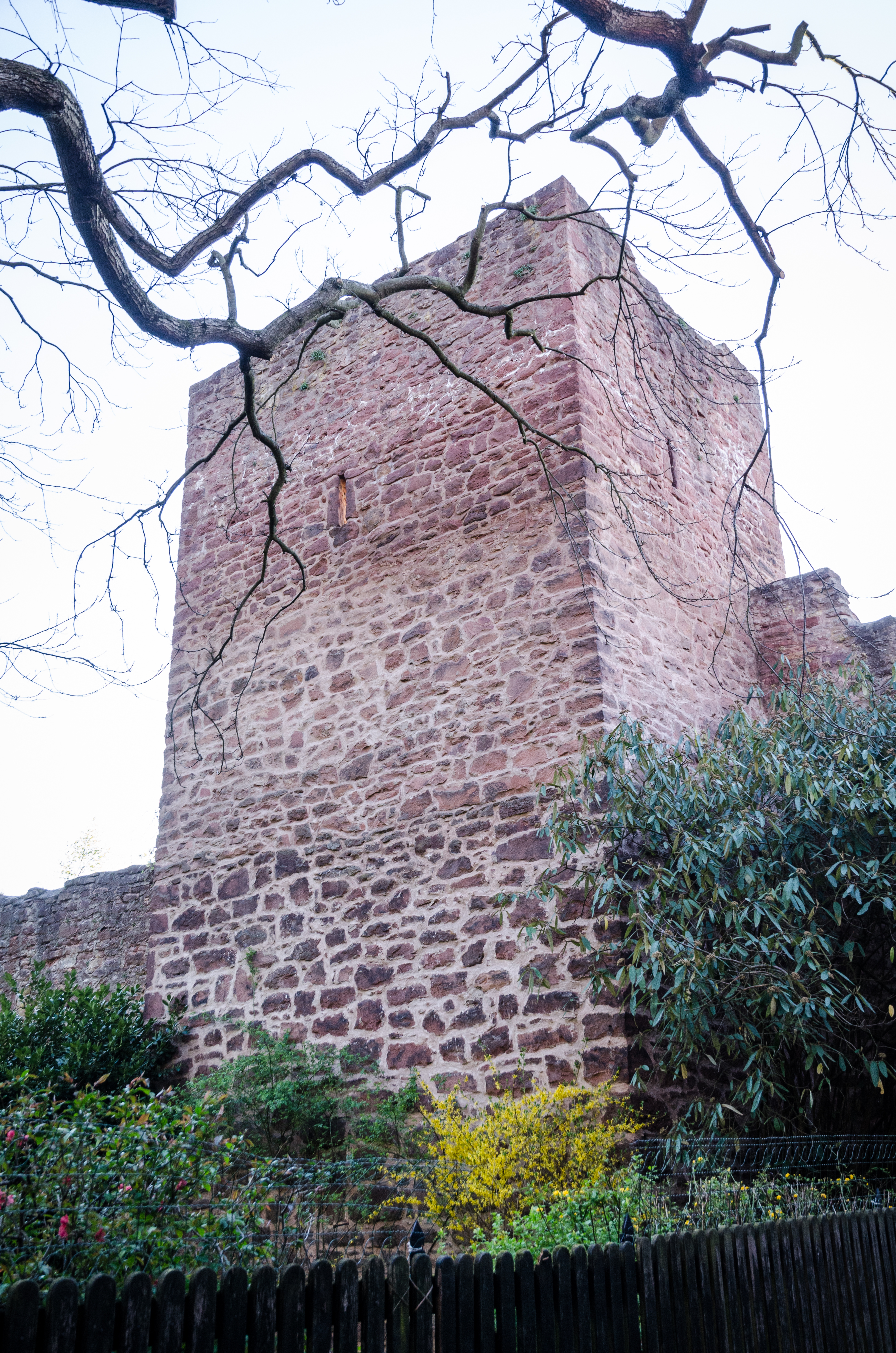
Viereckiger Schalenturm südlich der Riesengasse
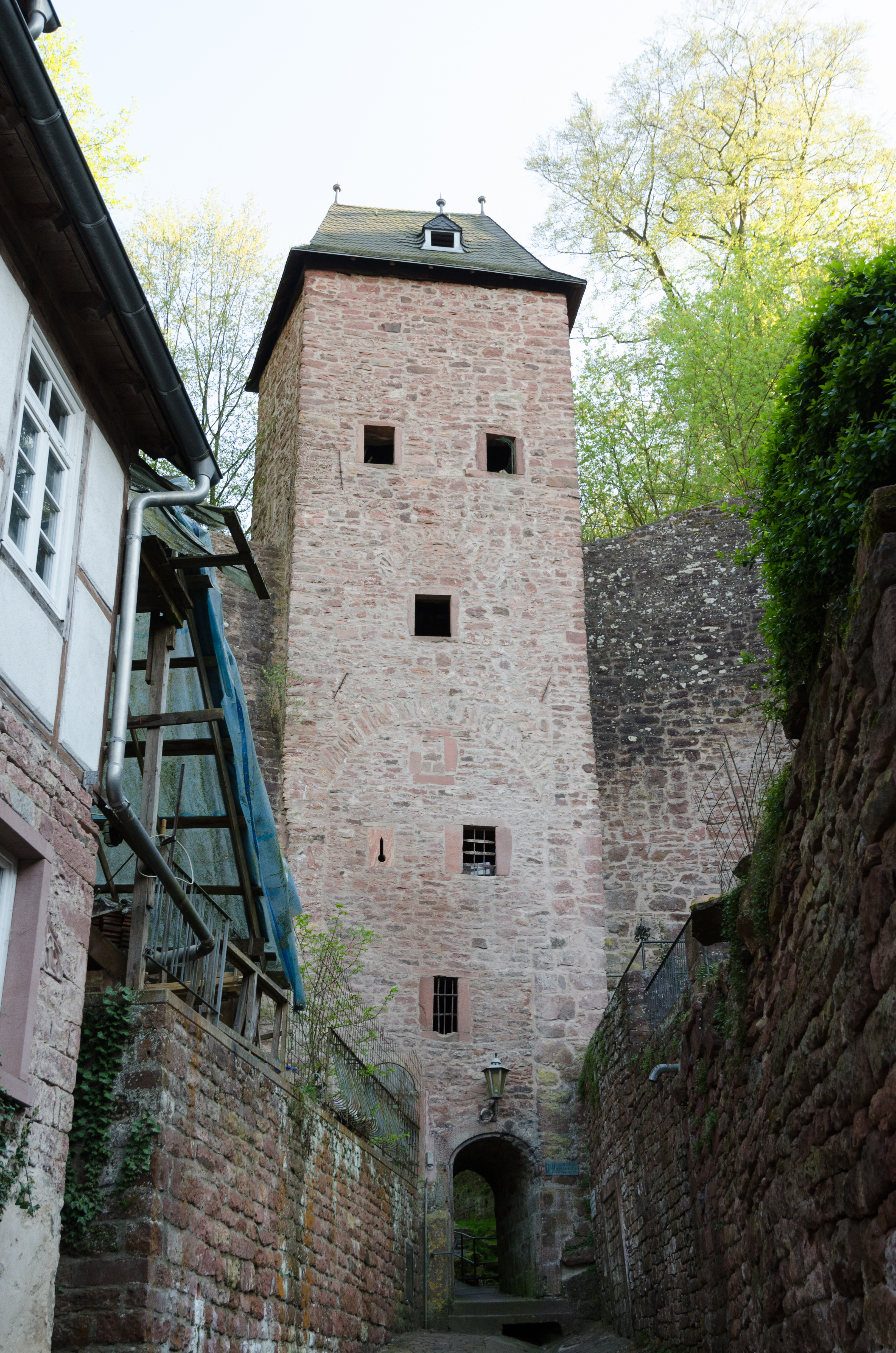
Schnatterlochturm weitere Bilder

- Mainstraße (Lage): Reste der Stadtmauer an der Südseite der Straße, 1. Hälfte 15. Jahrhundert

| Lage                           | Objekt   | Beschreibung | Akten-Nr.      | Bild           |
| ------------------------------ | -------- | --- | -------------- | -------------- |
| Mainstraße 53 (Standort)       | Stadttor | sogenanntes Kühtor, Spitzbogengewände, Sandstein, gotisch, 15./16. Jahrhundert mit darüber angebrachter Mosaikmadonna, um 1960 an Stelle einer alten gemalten Madonnendarstellung, in Neubau einbezogen | D-6-76-139-176 | weitere Bilder |
| Tränkgasse 7, 8, 10 (Standort) | Tränktor | gewölbter Rundbogendurchgang in der mainseitigen Stadtmauer, mit Wohnhausüberbauung, dreigeschossiger traufständiger Satteldachbau mit vorkragenden teilweise verputzten Fachwerkobergeschossen, massives Erdgeschoss mit Rundbogendurchgang, umlaufendem Konsolgesims und Werksteinornamentik, Renaissance, bezeichnet 1590 | D-6-76-139-230 | weitere Bilder |

| Lage                           | Objekt          | Beschreibung        | Akten-Nr.    | Bild           |
| ------------------------------ | --------------- | ------------------- | ------------ | -------------- |
| Nähe Mainzer Straße (Standort) | Schwertfegertor | 14./15. Jahrhundert | D-6-76-139-2 | weitere Bilder |

| Lage                         | Objekt   | Beschreibung | Akten-Nr.      | Bild           |
| ---------------------------- | -------- | --- | -------------- | -------------- |
| Mainzer Straße 63 (Standort) | Stadttor | sogenanntes Mainzer Tor oder Spitzer Turm, fünfgeschossiger Torturm mit Spitzbogendurchfahrt und Zinnenkranz mit Scharwachttürmchen, auf der Plattform zweigeschossiger Aufbau mit Pyramidendach, verputztes Mauerwerk mit Werksteinkanten und -rahmungen sowie Wappentafel, 1403 | D-6-76-139-189 | weitere Bilder |

## Baudenkmäler nach Gemeindeteilen

### Miltenberg
Innerhalb des Ensembles Altstadt Miltenbergs gibt es 15 besondere Straßenbilder und Baugruppen. Die Einzelbaudenkmäler dieser sogenannten besonderen Bereiche werden zunächst aufgeführt, danach die der restlichen Kernstadt. Zentrale Achse der Stadt ist die Hauptstraße die vom Würzburger Tor im Osten über den Engelplatz und Marktplatz nach Westen bis zur Mainzer Straße führt. Die besonderen Bereiche sind von Osten nach Westen aufgeführt.

#### Äußere östliche Hauptstraße
Umgrenzung: Hauptstraße 1–58. Hauptstraße 1, siehe Würzburger Tor.  Besonderer Bereich 6.

| Lage                                      | Objekt                        | Beschreibung | Akten-Nr.      | Bild           |
| ----------------------------------------- | ----------------------------- | --- | -------------- | -------------- |
| Hauptstraße 2 (Standort)                  | Wohn- und Geschäftshaus       | dreigeschossiger Mansardwalmdachbau mit Zwerchhäusern und Blendgiebeln sowie Erker, Putzmauerwerk mit Sandsteingliederungen, Eklektizismus, Frosch, bezeichnet 1905, Filiale der Vereinigten Volksbank Raiffeisenbank                                                                                           | D-6-76-139-289 | weitere Bilder |
| Hauptstraße 4 (Standort)                  | Wohn- und Geschäftshaus       | dreigeschossiger traufständiger Mansarddachbau mit Zwerchhaus und Blendgiebel, Putzmauerwerk mit Sandsteingliederungen, Ludwig Frosch, Eklektizismus, 1906; Nebengebäude, zweigeschossiger Satteldachbau mit Staffelgiebel und Aufzugserker, Putzmauerwerk mit Werksteinrahmungen, Bäckereiausstattung, um 1906 | D-6-76-139-290 | weitere Bilder |
| Hauptstraße 6 (Standort)                  | Wohnhaus                      | zweigeschossiger Mansardhalbwalmdachbau mit mittlerem Zwerchhaus, Putzmauerwerk mit Werksteinkanten und -rahmungen, 1. Drittel 19. Jahrhundert, Zwerchhaus Ende 19. Jahrhundert verändert | D-6-76-139-52  | weitere Bilder |
| Hauptstraße 7 (Standort)                  | Wohnhaus                      | schmaler dreigeschossiger traufständiger Satteldachbau mit verputzten Fachwerkobergeschossen und Werksteinrahmungen im Erdgeschoss, bezeichnet 1802 | D-6-76-139-53  | weitere Bilder |
| Hauptstraße 8 (Standort)                  | Ehemaliges Schwesternhaus     | dreigeschossiger traufständiger Satteldachbau, Putzmauerwerk mit Mittelrisalit sowie giebelständiger zweigeschossiger Kapellenanbau, Backsteinmauerwerk mit Sandsteingliederungen, neugotisch, 1878 | D-6-76-139-54  | weitere Bilder |
| Hauptstraße 9 (Standort)                  | Wohnhaus                      | zweigeschossiger traufständiger Satteldachbau mit verputztem Fachwerkobergeschoss und Werksteinrahmungen im Erdgeschoss, Flügeltür, 1. Drittel 19. Jahrhundert | D-6-76-139-55  | weitere Bilder |
| Hauptstraße 17 (Standort)                 | Wohnhaus                      | zweigeschossiges giebelständiges Fachwerkhaus mit teilweise verputztem Zierfachwerk und Satteldach, bezeichnet, 1610 | D-6-76-139-56  | weitere Bilder |
| Hauptstraße 24 (Standort)                 | Wohnhaus                      | zweigeschossiger giebelständiger Satteldachbau mit teilweise verputztem Zierfachwerkobergeschoss, 17. Jahrhundert, Erdgeschoss verändert | D-6-76-139-57  | weitere Bilder |
| Hauptstraße 29 (Standort)                 | Ehemaliges Zollgebäude        | Anfang 19. Jahrhundert Gasthaus, seit 1862 Amtsgericht, dreigeschossiger Mansardwalmdachbau, Putzmauerwerk mit Werksteingliederungen, wappengeschmückter Blendgiebel über Mittelachse, barock, 1779, Aufstockung, neobarock, um 1900                                                                            | D-6-76-139-58  | weitere Bilder |
| Hauptstraße 36 (Standort)                 | Ehemalige Mainzer Domkellerei | freistehender zweigeschossiger Satteldachbau mit Treppengiebeln über hohem Kellergeschoss und Freitreppe, Putzmauerwerk, spätgotisch, bezeichnet 1489, Umbau bezeichnet 1831 | D-6-76-139-59  | weitere Bilder |
| Hauptstraße 42; Hauptstraße 40 (Standort) | Gasthof                       | Wohnhaus, dreigeschossiger traufständiger Satteldachbau mit Fachwerkobergeschossen 18. Jahrhundert; Nebengebäude, zweigeschossiger Sandsteinquaderbau mit Rundbogenfenstern und Satteldach sowie Fachwerkvorbau mit geschnitzter Brüstung, 2. Hälfte 19. Jahrhundert                                            | D-6-76-139-61  | weitere Bilder |
| Hauptstraße 44 (Standort)                 | Wohn- und Geschäftshaus       | zweigeschossiger Pultdachbau mit Halbwalm und vorkragendem teilweise verputztem Zierfachwerkobergeschoss in Ecklage, Ladeneinbau mit Sandsteinrahmungen, 17. Jahrhundert/18. Jahrhundert | D-6-76-139-62  | weitere Bilder |
| Hauptstraße 52; Hauptstraße (Standort)    | Wohnhaus                      | zweigeschossiger traufständiger Satteldachbau mit verputztem Fachwerkobergeschoss, 18. Jahrhundert; davor Steinbank, Sandstein, 18. Jahrhundert | D-6-76-139-63  | weitere Bilder |
| Hauptstraße 53 (Standort)                 | Wohnhaus                      | zweigeschossiger traufständiger Mansarddachbau mit Zierfachwerkobergeschoss, 17./18. Jahrhundert, Erdgeschoss verändert | D-6-76-139-64  | weitere Bilder |

#### Ankergasse
Umgrenzung: Ankergasse 1–22, 32–38 (gerade Nummern) mit Hauptstraße 28, 30, 32. Besonderer Bereich 1.

| Lage                     | Objekt   | Beschreibung | Akten-Nr.    | Bild           |
| ------------------------ | -------- | --- | ------------ | -------------- |
| Ankergasse 7 (Standort)  | Wohnhaus | traufständiger dreigeschossiger Satteldachbau mit Zierfachwerkobergeschossen, 17. Jahrhundert, Metall-Glas-Gehäuse mit Lourdesmadonna, um 1900, Erdgeschoss verändert | D-6-76-139-3 | weitere Bilder |
| Ankergasse 8 (Standort)  | Wohnhaus | traufständiger dreigeschossiger Satteldachbau mit verputzten Fachwerkobergeschossen, bleiverglaste Fenster, 17. Jahrhundert, massives Erdgeschoss mit Werksteinrahmungen, klassizistischer Flügeltür, 1. Hälfte 19. Jahrhundert                                                                      | D-6-76-139-4 | weitere Bilder |
| Ankergasse 9 (Standort)  | Wohnhaus | traufständiger zweigeschossiger Satteldachbau mit Zierfachwerkobergeschoss, bezeichnet 16?5, Erdgeschoss mit unverputzter Sandsteinfassade, Ende 19. Jahrhundert | D-6-76-139-5 | weitere Bilder |
| Ankergasse 13 (Standort) | Wohnhaus | Ehemalige Weinbrennerei, traufständiger Satteldachbau mit Zierfachwerkobergeschoss, bezeichnet 1671, massives verputztes Erdgeschoss mit Werksteingliederungen und Dreifenstergruppe der Spätrenaissance, spätbarocker Umbau bezeichnet 1773, schmiedeeiserne Fensterkörbe, gründerzeitliche Haustür | D-6-76-139-6 | weitere Bilder |

#### Fabrikstraße
Umgrenzung: Fabrikstraße 1–13 (ungerade Nummern).  Besonderer Bereich 3.

| Lage                       | Objekt        | Beschreibung | Akten-Nr.     | Bild           |
| -------------------------- | ------------- | --- | ------------- | -------------- |
| Fabrikstraße 15 (Standort) | Fabrikgelände | Fabrikantenvilla, zweigeschossiger Walmdachbau mit Annexen und Eckturm, Sandsteinquaderfassade mit sparsamen Gliederungen, spätklassizistisch, 2. Hälfte 19. Jahrhundert                                | D-6-76-139-34 | Fabrikgelände  |
| Fabrikstraße 15 (Standort) | Fabrikgelände | Nebengebäude, zweigeschossiger Satteldachbau mit Blendgiebeln und Aufzugsgaube, Sandsteinfassade, 2. Hälfte 19. Jahrhundert                                                                             | D-6-76-139-34 | Fabrikgelände  |
| Fabrikstraße 17 (Standort) | Fabrikgelände | Fabrikgebäude, Satteldachbau mit Blendgiebeln, Sandsteinbau, 2. Hälfte 19. Jahrhundert, dominierender viereckiger Schornstein mit kelchförmiger Schlotöffnung, Backstein mit Sandsteinunterbau, um 1930 | D-6-76-139-34 | Fabrikgelände  |
| Fabrikstraße 17 (Standort) | Fabrikgelände | Lagerhaus, zweistöckiger Satteldachbau mit Fachwerkobergeschoss, unverputztes Sandsteinerdgeschoss mit Werksteinrahmungen, bez. 1834                                                                    | D-6-76-139-34 | weitere Bilder |

#### Engelplatz
Umgrenzung: Hauptstraße 57–71, 73, 75, 77 mit Unterer Walldürner Straße 26.  Besonderer Bereich 2.

| Lage                                                                      | Objekt                       | Beschreibung | Akten-Nr.     | Bild                |
| ------------------------------------------------------------------------- | ---------------------------- | --- | ------------- | ------------------- |
| Hauptstraße 60; Ziegelgasse 8; Hauptstraße 60 a; Ziegelgasse 4 (Standort) | Franziskanerkloster          | Katholische Klosterkirche zur Unbefleckten Empfängnis, Saalkirche mit eingezogenem Dreiseitchor, Satteldach und Dachreiter mit welscher Haube und Laterne, Putzmauerwerk mit Werkstein-Strebepfeilern und Figurenportal, Antonio Petrini, barock, 1667–1687; mit Ausstattung | D-6-76-139-65 | weitere Bilder      |
| Hauptstraße 60; Ziegelgasse 8; Hauptstraße 60 a; Ziegelgasse 4 (Standort) | Franziskanerkloster          | Konventsgebäude, dreigeschossige Sattel- und Walmdachbauten um einen Innenhof, Putzmauerwerk mit Werksteinrahmungen, zweigeschossiger Anbau mit Fachwerkobergeschoss, 1660 und 1735                                                                                          | D-6-76-139-65 | BW                  |
| Hauptstraße 60; Ziegelgasse 8; Hauptstraße 60 a; Ziegelgasse 4 (Standort) | Franziskanerkloster          | Klostermauer mit Hoftor, 17. Jahrhundert | D-6-76-139-65 | BW                  |
| Hauptstraße 60; Ziegelgasse 8; Hauptstraße 60 a; Ziegelgasse 4 (Standort) | Franziskanerkloster          | Gartenhaus, eingeschossiger Pyramidendachbau, Putzmauerwerk mit Sandsteinrahmungen, 18. Jahrhundert | D-6-76-139-65 | BW                  |
| Hauptstraße 60; Ziegelgasse 8; Hauptstraße 60 a; Ziegelgasse 4 (Standort) | Franziskanerkloster          | Friedhofskreuz, geschweiftes Postament mit Kruzifix, Sandstein, bezeichnet 1703 | D-6-76-139-65 | Franziskanerkloster |
| Hauptstraße 63 (Standort)                                                 | Wohnhaus                     | zweigeschossiges giebelständiges verputztes Fachwerkhaus mit Satteldach über hohem Kellergeschoss, bezeichnet 1623 | D-6-76-139-66 | weitere Bilder      |
| Hauptstraße 66; Hauptstraße 68 (Standort)                                 | Hotel                        | zweigeschossiger Mansardwalmdachbau in Ecklage, Putzmauerwerk mit Werksteinrahmungen, barock, bezeichnet 1788; der Westgiebel über Resten der Stadtmauer der zweiten Stadtbefestigung, 14. Jahrhundert                                                                       | D-6-76-139-67 | weitere Bilder      |
| Hauptstraße 67, Engelplatz (Standort)                                     | Bürgerhaus                   | 1832–1968 Postamt, zweigeschossiger Walmdachbau, Putzmauerwerk mit Werksteingliederungen und Mittelrisalit mit Blendgiebel und halbrunder Freitreppe, barock, 1712 (nach 1832 bis 1968 Postamt)                                                                              | D-6-76-139-68 | weitere Bilder      |
| Hauptstraße 69, Engelplatz (Standort)                                     | Ehemaliger Gasthof zum Engel | dreigeschossiger Mansardwalmdachbau mit Zwerchhaus in Ecklage, Putzmauerwerk mit Sandsteinrustika und Hausmadonna, 18. Jahrhundert, Aufstockung im 19. Jahrhundert, rückwärtiger zweigeschossiger Saalanbau mit Walmdach, 1. Hälfte 20. Jahrhundert                          | D-6-76-139-69 | weitere Bilder      |

#### Untere Walldürner Straße
Umgrenzung: Untere Walldürner Straße 1–20.   Besonderer Bereich 14.

| Lage                                   | Objekt   | Beschreibung | Akten-Nr.      | Bild           |
| -------------------------------------- | -------- | --- | -------------- | -------------- |
| Untere Walldürner Straße 1 (Standort)  | Wohnhaus | traufständiger zweigeschossiger Halbwalmdachbau mit verputztem Fachwerkobergeschoss, Erdgeschoss mit Werksteinrahmungen und Freitreppe mit Podest, barock, bezeichnet 1714                      | D-6-76-139-232 | weitere Bilder |
| Untere Walldürner Straße 2 (Standort)  | Wohnhaus | dreiseitig freistehender zweigeschossiger Halbwalmdachbau mit Zierfachwerkobergeschoss, verputztes Erdgeschoss mit Werksteinrahmungen und kräftig profilierter Kantenquaderung, bezeichnet 1718 | D-6-76-139-233 | weitere Bilder |
| Untere Walldürner Straße 18 (Standort) | Wohnhaus | giebelständiger dreigeschossiger Satteldachbau mit Fachwerkobergeschossen, unverputztes Sandsteinerdgeschoss mit Rundbogen, im Kern 16./17. Jahrhundert, Aufstockung 19. Jahrhundert            | D-6-76-139-234 | weitere Bilder |

#### Ziegelgasse
Umgrenzung: Ziegelgasse 1-8, 10,12, 14, 16 mit Hauptstraße 62, 66/68/70.   Besonderer Bereich 15.

| Lage                      | Objekt      | Beschreibung                                                                        | Akten-Nr.      | Bild   |
| ------------------------- | ----------- | ----------------------------------------------------------------------------------- | -------------- | ------ |
| Ziegelgasse 12 (Standort) | Hausmadonna | 18. Jahrhundert nicht nachqualifiziert, im Bayerischen Denkmal-Atlas nicht kartiert | D-6-76-139-241 | BW     |
| Ziegelgasse 14 (Standort) | Relief      | eingelassen, St. Georg, Gusseisen, neugotisch, 19. Jahrhundert                      | D-6-76-139-242 | Relief |
| Ziegelgasse 16 (Standort) | Relief      | eingelassen, 18. Jahrhundert; nicht nachqualifiziert                                | D-6-76-139-243 | Relief |

#### Östliche Hauptstraße
Umgrenzung: Hauptstraße 70–157, 159, 161, 163.   Besonderer Bereich 7.

| Lage                                            | Objekt                      | Beschreibung | Akten-Nr.      | Bild           |
| ----------------------------------------------- | --------------------------- | --- | -------------- | -------------- |
| Hauptstraße 72; Hauptstraße 74 (Standort)       | Wohnhaus                    | zweigeschossiger giebelständiger Satteldachbau mit vorkragenden Zierfachwerkobergeschossen in Ecklage, bezeichnet 1589, Dachaufbau Ende 19. Jahrhundert, Erdgeschoss verändert | D-6-76-139-71  | weitere Bilder |
| Hauptstraße 76 (Standort)                       | Hausmadonna                 | Sandstein, barock, 18. Jahrhundert | D-6-76-139-72  | weitere Bilder |
| Hauptstraße 79 (Standort)                       | Hoftor                      | korbbogige Durchfahrt, Sandstein, barock, bezeichnet 1788 | D-6-76-139-73  | weitere Bilder |
| Hauptstraße 80 (Standort)                       | Wohnhaus                    | dreigeschossiger Schopfwalmdachbau mit vorkragenden Zierfachwerkobergeschossen in Ecklage, 1586 ±5 (d), Erdgeschoss verändert | D-6-76-139-74  | weitere Bilder |
| Hauptstraße 81 (Standort)                       | Ehemaliges Schwesternhaus   | zweigeschossiger Mansardwalmdachbau in Ecklage, Putzmauerwerk mit Werksteinrahmungen, neoklassizistisch, Ende 19. Jahrhundert | D-6-76-139-75  | weitere Bilder |
| Hauptstraße 83 (Standort)                       | Wohnhaus                    | dreiseitig freistehender dreigeschossiger giebelständiger Satteldachbau mit vorkragenden Zierfachwerkobergeschossen, bezeichnet 1581, Erdgeschoss verändert | D-6-76-139-76  | weitere Bilder |
| Hauptstraße 83 (Standort)                       | Hausfiguren                 | farbig gefasste Figurengruppe 'Hl. Familie', 18. Jahrhundert | D-6-76-139-76  | weitere Bilder |
| Hauptstraße 86, 88 (Standort)                   | Wohnhaus                    | dreigeschossiger giebelständiger Satteldachbau mit vorkragenden Zierfachwerkobergeschossen in Ecklage, 2. Hälfte 16. Jahrhundert, Erdgeschoss verändert | D-6-76-139-77  | weitere Bilder |
| Hauptstraße 90 (Standort)                       | Wohn- und Geschäftshaus     | zweigeschossiger Mansarddachbau mit vorkragendem Zierfachwerkobergeschoss in Ecklage, im Kern 17. Jahrhundert, Erneuerung Ende 18. Jahrhundert, massives Erdgeschoss mit Werksteinöffnungen, neobarock, Anfang 20. Jahrhundert | D-6-76-139-78  | weitere Bilder |
| Hauptstraße 92 (Standort)                       | Wohnhaus                    | ursprünglich drei dreigeschossige Satteldachbauten mit Zierfachwerkobergeschossen des 18. Jahrhunderts, das mittlere bezeichnet 1706, Zusammenlegung mit vereinheitlichendem Traufgesims, 1. Hälfte 19. Jahrhundert, Erdgeschoss verändert | D-6-76-139-79  | weitere Bilder |
| Hauptstraße 93 (Standort)                       | Wohn- und Geschäftshaus     | zweigeschossiger verputzter Massivbau mit Mansarddach, Anfang 19. Jahrhundert | D-6-76-139-80  | weitere Bilder |
| Hauptstraße 94 (Standort)                       | Wohnhaus                    | dreigeschossiger giebelständiger Satteldachbau mit übereck vorkragenden Sichtfachwerkobergeschossen in Ecklage, 1496 (d), Erdgeschoss verändert | D-6-76-139-81  | weitere Bilder |
| Hauptstraße 95 (Standort)                       | Wohn- und Geschäftshaus     | dreigeschossiger traufständiger Massivbau mit reichen Putzgliederungen und Satteldach, 1. Hälfte 19. Jahrhundert | D-6-76-139-82  | weitere Bilder |
| Hauptstraße 96 (Standort)                       | Wohn- und Geschäftshaus     | dreigeschossiger giebelständiger Krüppelwalmdachbau mit vorkragenden Sichtfachwerkobergeschossen in Ecklage, 1500 (d), Erdgeschoss verändert, Schaufensterrahmung, Metall, 1. Hälfte 20. Jahrhundert | D-6-76-139-83  | weitere Bilder |
| Hauptstraße 97, 99, Riesengasse 1, 3 (Standort) | Gasthaus 'Zum Riesen'       | dreiseitig freistehender Bau in Straßengabelung, dreigeschossiger Schopfwalmdachbau mit vorkragenden reich gestalteten Zierfachwerkgeschossen und zweigeschossigem Giebelerker, massives Erdgeschoss mit Werksteinkanten und -rahmungen, zweieinhalbgeschossiger Satteldachanbau mit vorkragendem Zierfachwerkobergeschoss, 1. Obergeschoss als Halbgeschoss mit Werksteinfensterband, Renaissance, bezeichnet 1590 Hochwassermarke, Sandstein, bezeichnet 1682 Farbig gefasste Hausmadonna, 18. Jahrhundert | D-6-76-139-86  | weitere Bilder |
| Hauptstraße 98, 100 (Standort)                  | Wohnhaus                    | zweigeschossiger Mansardwalmdachbau mit Fachwerkobergeschoss, Ende 18. Jahrhundert, Erdgeschoss verändert | D-6-76-139-85  | weitere Bilder |
| Hauptstraße 104 (Standort)                      | Wohn- und Geschäftshaus     | dreigeschossiger traufständiger Satteldachbau mit vorkragenden Zierfachwerkobergeschossen und Mittelerker, Renaissance, bezeichnet 1615, massives Erdgeschoss mit Werksteinrahmungen, Neorenaissance, Ende 19. Jahrhundert | D-6-76-139-87  | weitere Bilder |
| Hauptstraße 106 (Standort)                      | Wohnhaus                    | zweigeschossiger traufständiger Satteldachbau mit Fachwerkobergeschoss, 18. Jahrhundert, Erdgeschoss verändert | D-6-76-139-281 | weitere Bilder |
| Hauptstraße 108 (Standort)                      | Wohnhaus                    | dreigeschossiger Walmdachbau mit stark vorkragenden Fachwerkobergeschossen, 1387 (d), massives Erdgeschoss um 1600, verändert | D-6-76-139-88  | weitere Bilder |
| Hauptstraße 110 (Standort)                      | Wohnhaus                    | dreigeschossiger giebelständiger Satteldachbau mit einseitigem Halbwalm und vorkragenden Zierfachwerkobergeschossen in Ecklage, um 1600. Stammhaus der Kaufhauskette M. Schneider | D-6-76-139-89  | weitere Bilder |
| Hauptstraße 111 (Standort)                      | Gasthaus                    | zweigeschossiger Halbwalmdachbau mit vorkragendem Zierfachwerkobergeschoss in Ecklage, massives verputztes Erdgeschoss mit Werksteinfensterband über hohem Kellersockel, Renaissance, 2. Hälfte 16. Jahrhundert, im Kern 1343 (d) | D-6-76-139-90  | weitere Bilder |
| Hauptstraße 112 (Standort)                      | Wohnhaus                    | ursprünglich zwei dreigeschossige traufständige Satteldachbauten mit vorkragenden Zierfachwerkobergeschossen, 16./17. Jahrhundert, Zusammenlegung vor 1850, Erdgeschoss verändert | D-6-76-139-91  | weitere Bilder |
| Hauptstraße 115 (Standort)                      | Wohnhaus                    | dreigeschossiger traufständiger Satteldachbau mit Fachwerkobergeschossen und Resten von Schnitzfachwerk, 1. Hälfte 17. Jahrhundert, Umbau 18. Jahrhundert, Erdgeschoss verändert | D-6-76-139-92  | weitere Bilder |
| Hauptstraße 116 (Standort)                      | Wohn- und Geschäftshaus     | dreigeschossiger Mansardwalmdachbau mit teilweise verputzten vorkragenden Zierfachwerkobergeschossen in Ecklage, bezeichnet 1706, verputztes Rückgebäude teilweise zweigeschossig, massives Erdgeschoss mit historisierender Sandsteinfassade, um 1900 | D-6-76-139-93  | weitere Bilder |
| Hauptstraße 121 (Standort)                      | Wohn- und Geschäftshaus     | dreigeschossiger traufständiger Satteldachbau mit vorkragenden Zierfachwerkobergeschossen in Ecklage, bezeichnet 1606, massives Erdgeschoss mit historisierender Schaufenstergestaltung, 20. Jahrhundert, unter Wiederverwendung eines Portalgewändes von 1623 | D-6-76-139-94  | weitere Bilder |
| Hauptstraße 123 (Standort)                      | Wohnhaus                    | dreigeschossiges traufständiges Fachwerkhaus mit Satteldach über hohem Kellergeschoss mit Freitreppe, vor 1550, Umbau 18./19. Jahrhundert | D-6-76-139-95  | weitere Bilder |
| Hauptstraße 126 (Standort)                      | Wohn- und Geschäftshaus     | dreigeschossiger traufständiger Satteldachbau mit vorkragenden Zierfachwerkobergeschossen, bezeichnet 1619, zugehöriges zweigeschossiges Rückgebäude mit Fachwerkobergeschoss über Konsole und Rundbogendurchgang, Schaufensterfront mit historisierender Sandsteinfassade, um 1900 | D-6-76-139-96  | weitere Bilder |
| Hauptstraße 128 (Standort)                      | Wohn- und Geschäftshaus     | viergeschossiger traufständiger Satteldachbau mit vorkragenden Zierfachwerkobergeschossen, 2. Hälfte 16. Jahrhundert, drittes Obergeschoss verändert, historisierende Schaufensterfront mit Sandsteinfassade, um 1900; zugehöriges dreigeschossiges Rückgebäude mit vorkragenden Fachwerkobergeschossen über Sandsteinkonsole, 2. Hälfte 16. Jahrhundert | D-6-76-139-97  | weitere Bilder |
| Hauptstraße 129 (Standort)                      | Wohnhaus                    | zweieinhalbgeschossiger traufständiger Satteldachbau mit reich gegliederter Sandsteinquaderfassade und Tympanon, klassizistisch, 1808 | D-6-76-139-98  | weitere Bilder |
| Hauptstraße 131, 133 (Standort)                 | Wohnhaus                    | ursprünglich zwei einzelne dreigeschossige traufständige Satteldachbauten mit Fachwerkobergeschossen, 18./19. Jahrhundert, Erdgeschoss und Dachaufbauten verändert | D-6-76-139-99  | weitere Bilder |
| Hauptstraße 135 (Standort)                      | Wohnhaus                    | dreigeschossiger traufständiger Satteldachbau mit vorkragenden Zierfachwerkobergeschossen, 2. Hälfte 16. Jahrhundert, Erdgeschoss verändert | D-6-76-139-100 | weitere Bilder |
| Hauptstraße 137 (Standort)                      | Ehemaliges Mainzer Kaufhaus | 1814–1949 Rathaus, dominierender zweigeschossiger Sandsteinquaderbau mit Spitzbogenportalen im Erdgeschoss und hohen Kreuzstockfenstern im Bürgersaal des Obergeschosses sowie Konsolfries mit Resten figurengeschmückter Eckerker, gotisch, 1378 (d), Mansardwalmdach mit Tympanon und Dachreiter 18. Jahrhundert | D-6-76-139-101 | weitere Bilder |
| Hauptstraße 139 (Standort)                      | Wohnhaus                    | dreigeschossiger Walmdachbau mit Fachwerkobergeschossen, um 1800, Erdgeschoss verändert | D-6-76-139-102 | weitere Bilder |
| Hauptstraße 141 (Standort)                      | Wohnhaus                    | dreigeschossiger traufständiger Satteldachbau mit Fachwerkobergeschossen, 18. Jahrhundert, im Kern möglicherweise älter, Erdgeschoss verändert | D-6-76-139-103 | weitere Bilder |
| Hauptstraße 142 (Standort)                      | Wohnhaus                    | dreigeschossiger traufständiger Satteldachbau mit Aufzugsgaube und vorkragenden Zierfachwerkobergeschossen, im Kern 2. Hälfte 16. Jahrhundert, Erdgeschoss verändert; Hausmadonna, farbig gefasster Sandstein, 18. Jahrhundert | D-6-76-139-104 | weitere Bilder |
| Hauptstraße 143 (Standort)                      | Wohnhaus                    | zweigeschossiger traufständiger Satteldachbau mit verputzten Fachwerkobergeschossen, 18. Jahrhundert, polygonale Dachaufbauten und vom Jugendstil beeinflusstes Sandsteinportal um 1900 | D-6-76-139-105 | weitere Bilder |
| Hauptstraße 144 (Standort)                      | Wohnhaus                    | dreigeschossiger traufständiger Satteldachbau mit Aufzugsgaube und vorkragenden Zierfachwerkobergeschossen, im Kern 2. Hälfte 16. Jahrhundert, Erdgeschoss verändert | D-6-76-139-106 | weitere Bilder |
| Hauptstraße 146 (Standort)                      | Wohnhaus                    | dreigeschossiger traufständiger Satteldachbau mit verputzten Fachwerkobergeschossen, im Kern wohl 16./17. Jahrhundert; Dach und Erdgeschoss verändert | D-6-76-139-107 | weitere Bilder |
| Hauptstraße 147 (Standort)                      | Wohn- und Geschäftshaus     | dreigeschossiger traufständiger Satteldachbau mit vorkragenden Fachwerkobergeschossen, bezeichnet 1702, massives Erdgeschoss mit Schaufensterreihung sowie Pyramidendachgauben um 1900 | D-6-76-139-108 | weitere Bilder |
| Hauptstraße 148 (Standort)                      | Wohnhaus                    | dreigeschossiger traufständiger Satteldachbau mit verputzten Fachwerkobergeschossen, im Kern wohl 16./17. Jahrhundert, Erdgeschoss verändert | D-6-76-139-109 | weitere Bilder |
| Hauptstraße 149 (Standort)                      | Wohnhaus                    | urspr. zwei einzelne dreigeschossige traufständige Satteldachbauten mit vorkragenden Sichtfachwerkobergeschossen, das östliche mit Aufzugserker, 1444 (d), das westliche 1495 (d), Erdgeschoss verändert | D-6-76-139-110 | weitere Bilder |
| Hauptstraße 151 (Standort)                      | Wohn- und Geschäftshaus     | dreigeschossiger traufständiger Satteldachbau mit verputzten vorkragenden Fachwerkobergeschossen, 18. Jahrhundert, massives Erdgeschoss mit Schaufenstern, neobarock, Anfang 20. Jahrhundert | D-6-76-139-111 | weitere Bilder |
| Hauptstraße 152 (Standort)                      | Wohn- und Geschäftshaus     | Konditorei, dreigeschossiger traufständiger Satteldachbau mit Fachwerkobergeschossen, Ende 17. Jahrhundert, massiv erneuertes Erdgeschoss mit Mosaik-Werbebild, Keramik, um 1960 | D-6-76-139-112 | weitere Bilder |
| Hauptstraße 154 (Standort)                      | Wohnhaus                    | viergeschossiger traufständiger Satteldachbau mit Zierfachwerkobergeschossen, um 1600, Aufstockung 18. Jahrhundert, Erdgeschoss verändert | D-6-76-139-113 | weitere Bilder |
| Hauptstraße 155 (Standort)                      | Wohnhaus                    | dreigeschossiger traufständiger Satteldachbau mit vorkragenden Fachwerkobergeschossen, im Kern um 1385 (d), Fassade urspr. um 1500, Umbau 19. Jahrhundert, Erdgeschoss verändert | D-6-76-139-114 | weitere Bilder |
| Hauptstraße 156 (Standort)                      | Wohnhaus                    | dreigeschossiges Fachwerkhaus mit Walmdach in Ecklage, Vorkragung über Kellerabgang durch Konsolsteine gestützt, 17. Jahrhundert, massiver verputzter dreigeschossiger Walmdachanbau, 1. Hälfte 20. Jahrhundert, Hausmadonna, Sandstein, 18. Jahrhundert | D-6-76-139-115 | weitere Bilder |
| Hauptstraße 157, 157 a, 157 b (Standort)        | Wohnhaus                    | urspr. zwei einzelne dreigeschossige Satteldachbauten mit vorkragenden Fachwerkobergeschossen, das östliche im Kern 1375 (d) und bezeichnet 1564 (Spolie?), das westliche vor 1400, Zusammenfassung mit gemeinsamem Dachstuhl 2. Hälfte 19. Jahrhundert, Erdgeschoss verändert mit erhaltenem Sandsteinportal, 18. Jahrhundert | D-6-76-139-116 | weitere Bilder |
| Hauptstraße 159 (Standort)                      | Wohnhaus                    | dreigeschossiger traufständiger Satteldachbau mit vorkragenden Fachwerkobergeschossen, im Kern 16./17. Jahrhundert, jetzige Fassade und Dachaufbau mit Drempel Ende 19. Jahrhundert, Erdgeschoss verändert | D-6-76-139-118 | weitere Bilder |
| Hauptstraße 163 (Standort)                      | Wohnhaus                    | dreigeschossiger giebelständiger Satteldachbau mit reichen Zierfachwerkobergeschossen und zweigeschossigem Giebelerker, bezeichnet 1623, Erdgeschoss verändert | D-6-76-139-120 | weitere Bilder |

#### Glockengiessergasse
Umgrenzung: Glockengießergasse 1–6, 8 mit Hauptstraße 94, 96. Besonderer Bereich 5.

#### Ochsengasse
Umgrenzung: Ochsengasse 2–18 (gerade Nummern), mit Hauptstraße 74. Besonderer Bereich 12.

| Lage                                      | Objekt   | Beschreibung | Akten-Nr.      | Bild           |
| ----------------------------------------- | -------- | --- | -------------- | -------------- |
| Ochsengasse 2 (Standort)                  | Wohnhaus | traufständiger dreigeschossiger Satteldachbau mit verputzten Fachwerkobergeschossen, um 1600, Erdgeschoss mit Werksteinrahmungen, 18. Jahrhundert                                                                                  | D-6-76-139-201 | weitere Bilder |
| Ochsengasse 8 (Standort)                  | Wohnhaus | traufständiger zweigeschossiger Satteldachbau mit verputztem Fachwerkobergeschoss, 17. Jahrhundert, massives Erdgeschoss mit Werksteinrahmungen und Radabweisern vor der Fassade, 18./19. Jahrhundert                              | D-6-76-139-202 | weitere Bilder |
| Ochsengasse 10 (Standort)                 | Wohnhaus | traufständiger dreigeschossiger Satteldachbau mit verputzten Fachwerkobergeschossen, 17./18. Jahrhundert, Erdgeschoss mit Sandsteintürrahmung, Renaissance 17. Jahrhundert und Flügeltür spätklassizistisch, Mitte 19. Jahrhundert | D-6-76-139-203 | weitere Bilder |
| Ochsengasse 14; Ochsengasse 16 (Standort) | Wohnhaus | Doppelhaus, giebelständiger zweigeschossiger Satteldachbau mit verputztem Fachwerkobergeschoss, 17./18. Jahrhundert, Erdgeschoss verändert                                                                                         | D-6-76-139-204 | weitere Bilder |

#### Manggasse
Umgrenzung: Manggasse 1, 2, 4, 5, 7, 8, 10. Besonderer Bereich 10.

| Lage                      | Objekt   | Beschreibung | Akten-Nr.      | Bild           |
| ------------------------- | -------- | --- | -------------- | -------------- |
| Manggasse 1 (Standort)    | Wohnhaus | zweigeschossiger Satteldachbau mit Schmuckfachwerkobergeschoss in Ecklage, bezeichnet 1699, Erdgeschoss verändert | D-6-76-139-191 | weitere Bilder |
| Manggasse 4, 6 (Standort) | Spital   | gegründet 1319 bis 1867, Pfründnerheim bis 1867, langgestreckter zweigeschossiger Walmdachbau mit Fachwerkobergeschoss, massives verputztes Erdgeschoss mit Werksteinkanten und -rahmungen, barocke und klassizistische Flügeltür, Inschriftstein, 18. Jahrhundert, im Kern 1543/44 | D-6-76-139-192 | weitere Bilder |

#### Postgasse
Umgrenzung: Postgasse 1–8, mit Hauptstraße 100, 102. Besonderer Bereich 13.

#### Fischergasse
Umgrenzung: Fischergasse 1–22, 24, 26, 28, 30, 32 mit Hauptstraße 124–156 (Rückfronten der geraden Nrn.), Staffelgasse 2, 4. Besonderer Bereich 4.

| Lage                       | Objekt                         | Beschreibung | Akten-Nr.      | Bild           |
| -------------------------- | ------------------------------ | --- | -------------- | -------------- |
| Fischergasse 2 (Standort)  | Wohnhaus                       | urspr. zwei zweigeschossige Häuser mit teilweise verschiefertem Fachwerkobergeschoss und Walmdach, bzw. Satteldach mit Zwerchhaus, verputztes Erdgeschoss mit Werksteinrahmungen, 17./18. Jahrhundert | D-6-76-139-36  | weitere Bilder |
| Fischergasse 17 (Standort) | Zweigeschossiges Traufseithaus | mit vorkragendem Fachwerkobergeschoss, 17. Jahrhundert | D-6-76-139-278 | weitere Bilder |
| Fischergasse 20 (Standort) | Wohnhaus                       | schmaler dreigeschossiger Satteldachbau mit weit vorkragenden verputzten Fachwerkobergeschossen, 17./18. Jahrhundert, Sandsteintürrahmung, bezeichnet 1810                                            | D-6-76-139-37  | weitere Bilder |
| Fischergasse 22 (Standort) | Wohnhaus                       | schmaler dreigeschossiger traufständiger Satteldachbau mit weit vorkragenden verputzten Fachwerkobergeschossen, 17./18. Jahrhundert, Erdgeschoss um 1800                                              | D-6-76-139-38  | weitere Bilder |
| Fischergasse 24 (Standort) | Wohnhaus                       | schmaler dreigeschossiger traufständiger Satteldachbau mit weit vorkragenden verputzten Fachwerkobergeschossen, 17./18. Jahrhundert, massives Erdgeschoss um 1800                                     | D-6-76-139-279 | weitere Bilder |
| Fischergasse 26 (Standort) | Wohnhaus                       | schmaler dreigeschossiger traufständiger Satteldachbau mit weit vorkragenden verputzten Fachwerkobergeschossen, 17./18. Jahrhundert, massives Erdgeschoss um 1800                                     | D-6-76-139-280 | weitere Bilder |

#### Marktplatz
Umgrenzung: Hauptstraße 154, 156, 158–164, 165–187 (ungerade Nummern) mit Fischergasse 1 und Schloßgasse 1–5, 7. Besonderer Bereich 11.

| Lage                            | Objekt                            | Beschreibung | Akten-Nr.      | Bild           |
| ------------------------------- | --------------------------------- | --- | -------------- | -------------- |
| Marktplatz (Standort)           | Laufbrunnen                       | sogenannter Marktbrunnen, achteckiges Brunnenbecken und mittige Kandelabersäule mit bekrönender Justitia, Sandstein und Eisen, Renaissance, bezeichnet 1583, Säule 1589 (Kopie) | D-6-76-139-193 | weitere Bilder |
| Hauptstraße 158 (Standort)      | Wohnhaus                          | dreigeschossiger giebelständiger Satteldachbau mit reich gegliederter Sandsteinfassade und geschweiftem Blendgiebel, Johann Martin Schmitt, Rokoko 1750–51 | D-6-76-139-117 | weitere Bilder |
| Hauptstraße 164 (Standort)      | Katholische Pfarrkirche St. Jakob | dreischiffige Emporenpseudobasilika mit Dreiseitapsis und Schieferwalmdach, verputztes Mauerwerk mit sparsamen Werksteingliederungen, im Kern gotisch, 14. Jahrhundert, Umbauten zum heutigen klassizistischen Erscheinungsbild im 19. Jahrhundert, Chorflankentürme mit welschen Hauben und Laternen 1829–31, Chor 1862, Langhaus 1830 und 1886; mit Ausstattung St.-Nepomuk-Statue am Mainufer, barock, Sandstein, 18. Jahrhundert St.-Nepomuk-Statue auf Pfeiler, Sandstein, 18. Jahrhundert Maria Immaculata, Sandstein, bezeichnet 1854 | D-6-76-139-121 | weitere Bilder |
| Hauptstraße 171 (Standort)      | Ehemalige Amtskellerei            | unregelmäßiger Vierflügelbau mit polygonalem Ecktreppenturm um einen Innenhof | D-6-76-139-124 | weitere Bilder |
| Hauptstraße 171 (Standort)      | Ehemalige Amtskellerei            | Amtsgebäude, zweigeschossiger giebelständiger Schopfwalmdachbau mit Zierfachwerkobergeschoss und Konsolerkern, massives Erd- und Kellerhanggeschoss mit Werksteinkanten und -rahmungen, Renaissance, 1540 (d), bezeichnet 1541, Umgestaltung 1611 | D-6-76-139-124 | weitere Bilder |
| Hauptstraße 171 (Standort)      | Ehemalige Amtskellerei            | Torbau zweigeschossiger traufständiger Satteldachbau mit vorkragendem Fachwerkobergeschoss, 17./18. Jahrhundert | D-6-76-139-124 | weitere Bilder |
| Hauptstraße 171 (Standort)      | Ehemalige Amtskellerei            | Remise, zweigeschossiger Satteldachbau mit großen Segmentbögen im Erdgeschoss, 18. Jahrhundert | D-6-76-139-124 | BW             |
| Hauptstraße 171 (Standort)      | Ehemalige Amtskellerei            | hangseitiges Galeriegebäude neben Treppenturm, hoher Massivbau mit abschließender Fachwerkgalerie, 16./17. Jahrhundert | D-6-76-139-124 | BW             |
| Hauptstraße 171 (Standort)      | Ehemalige Amtskellerei            | ummauerter Terrassengarten, 17./18. Jahrhundert | D-6-76-139-124 | BW             |
| Hauptstraße 173, 175 (Standort) | Ehemalige Lateinschule            | dreigeschossiger traufständiger Satteldachbau mit vorkragenden Zierfachwerkobergeschossen, massives verputztes Erdgeschoss mit Werksteinrahmungen, 1591 (d), bezeichnet 1593 | D-6-76-139-127 | weitere Bilder |
| Hauptstraße 183 (Standort)      | Wohnhaus                          | dreigeschossiger Satteldachbau mit einseitigem Halbwalm in Ecklage, mehrfach umgebaute teilweise vorkragende Fachwerkobergeschosse, massives Erdgeschoss mit mehrphasigen Werksteinrahmungen und Kellervorbau, 1360 (d), Kellervorbau bezeichnet 1530 | D-6-76-139-131 | weitere Bilder |
| Hauptstraße 185 (Standort)      | Wohnhaus                          | dreigeschossiges Fachwerkhaus mit Schopfwalmdach in Ecklage, Zierfachwerk mit Mittelerker, 1508 (d), Kellerhals bezeichnet 1594 | D-6-76-139-133 | weitere Bilder |
| Hauptstraße 187 (Standort)      | Wohnhaus                          | dreigeschossiger giebelständiger Satteldachbau mit vorkragenden Sichtfachwerkobergeschossen, 1433 (d), Erdgeschoss mit Werksteinrahmungen, Ende 19. Jahrhundert | D-6-76-139-134 | weitere Bilder |
| Schloßgasse (Standort)          | Torbogen                          | Rustikaquaderbau mit Rundbogenöffnung, Sandstein, Spätrenaissance, bezeichnet 1610, schmiedeeiserne Leuchte, 1. Hälfte 20. Jahrhundert | D-6-76-139-221 | weitere Bilder |
| Schloßgasse 1 (Standort)        | Ehemaliges Torwärterhaus          | zweigeschossiger giebelständiger Satteldachbau mit vorkragendem Zierfachwerkobergeschoss, massives Erdgeschoss mit Sandsteinkonsolen, 16./17. Jahrhundert, zweigeschossiger Satteldachanbau mit Fachwerkobergeschossen zur Schlossgasse, um 1950 | D-6-76-139-222 | weitere Bilder |
| Schloßgasse 3 (Standort)        | Ehemalige Burgschmiede            | zweigeschossiger massiver Satteldachbau (erneuert) mit Resten der Stadtmauer des 13. Jahrhunderts | D-6-76-139-223 | weitere Bilder |
| Schloßgasse 7 (Standort)        | Ehemaliger Marstall               | jetzt Wohnhaus, freistehender dreigeschossiger Schopfwalmdachbau mit verschiefertem Fachwerkobergeschoss und Eckerker, Erd- und 1. Obergeschoss aus Bruchsteinmauerwerk mit Spitzbogenportal, spätgotisch, im Kern 15. Jahrhundert, Umbau mit Renaissanceportal, Sandstein, bezeichnet 1590 | D-6-76-139-224 | weitere Bilder |

#### Westliche Hauptstraße
Umgrenzung: Hauptstraße 166–184 (gerade Nummern), 186–281, 283–301 (ungerade Nummern).   Besonderer Bereich 8.

| Lage                                        | Objekt                       | Beschreibung | Akten-Nr.      | Bild           |
| ------------------------------------------- | ---------------------------- | --- | -------------- | -------------- |
| Hauptstraße 166 (Standort)                  | Wohnhaus                     | dreigeschossiges Fachwerkhaus mit Schmuckfachwerk in Ecklage, Ende 16. Jahrhundert, Schaufenster mit Sandsteinpilastern, 19. Jahrhundert | D-6-76-139-122 | weitere Bilder |
| Hauptstraße 170 (Standort)                  | Wohnhaus                     | dreigeschossiger traufständiger Satteldachbau mit Zierfachwerkobergeschossen und Aufzugserker, 17. Jahrhundert, Erdgeschoss verändert | D-6-76-139-123 | weitere Bilder |
| Hauptstraße 172 (Standort)                  | Wohn- und Geschäftshaus      | dreigeschossiger traufständiger Satteldachbau mit Zierfachwerkobergeschossen, 17. Jahrhundert, massives Erdgeschoss mit Bogenöffnungen und Keramik-Bodenfliesen, Anfang 20. Jahrhundert | D-6-76-139-125 | weitere Bilder |
| Hauptstraße 174 (Standort)                  | Wohnhaus                     | dreigeschossiger traufständiger Satteldachbau mit Fachwerkobergeschossen, 1599 (d), rückwärtiger Kellereingang bezeichnet 1678 | D-6-76-139-126 | weitere Bilder |
| Hauptstraße 176 (Standort)                  | Wohnhaus                     | dreigeschossiger traufständiger Satteldachbau mit Zierfachwerkobergeschossen, 16./17. Jahrhundert, Erdgeschoss verändert | D-6-76-139-128 | weitere Bilder |
| Hauptstraße 178 (Standort)                  | Wohnhaus                     | dreigeschossiger traufständiger Satteldachbau mit Zierfachwerkobergeschossen, 16./17. Jahrhundert, Erdgeschoss verändert | D-6-76-139-129 | weitere Bilder |
| Hauptstraße 182 (Standort)                  | Zweigeschossiger Pultdachbau | mit Halbwalm und Satteldachgaube in Ecklage, vorkragendes Fachwerkobergeschoss, 17. Jahrhundert, eingeschossiger Flachdachanbau, Backstein mit Werksteinkanten und -rahmungen, um 1900; Hausmadonna, Holz, 18. Jahrhundert,                                                                                         | D-6-76-139-130 | weitere Bilder |
| Hauptstraße 184 (Standort)                  | Wohnhaus                     | schmaler dreigeschossiger traufständiger Satteldachbau mit Satteldachgaube und Fachwerkobergeschossen, 18./19. Jahrhundert, Erdgeschoss verändert, rückwärtiger Flachdachanbau, Backstein mit Werksteinrahmungen, um 1900                                                                                           | D-6-76-139-132 | weitere Bilder |
| Hauptstraße 189 (Standort)                  | Wohnhaus                     | zweigeschossiger traufständiger Walmdachbau mit zwei vorkragenden Fachwerkgeschossen, das untere in reichem Zierfachwerk, das obere verschiefert, Erdgeschoss und Dachaufbauten verändert, Ende 16. Jahrhundert | D-6-76-139-135 | weitere Bilder |
| Hauptstraße 191 (Standort)                  | Gasthaus                     | dreigeschossiger traufständiger Satteldachbau mit vorkragenden Fachwerkobergeschossen, im Kern 2. Hälfte 15. Jahrhundert, stark erneuert, Sandsteinerdgeschoss mit historisierenden Segmentbogenfenstern Ende 19. Jahrhundert                                                                                       | D-6-76-139-136 | weitere Bilder |
| Hauptstraße 193 (Standort)                  | Wohnhaus                     | dreigeschossiger traufständiger Satteldachbau mit vorkragenden Zierfachwerkobergeschossen, bezeichnet 1715, Erdgeschoss verändert | D-6-76-139-137 | weitere Bilder |
| Hauptstraße 194 (Standort)                  | Ehemaliger Adelshof          | dreigeschossiger Dreiflügelbau mit Satteldach und polygonalem Ecktreppenturm mit Zeltdach, Putzmauerwerk mit Werksteingliederungen und Brunnennische, Renaissance, bezeichnet 1566 (Spolie), profiliertes Rundbogenportal mit Wappenstein, Sandstein, bezeichnet 1679; Gartenmauer 18./19. Jahrhundert              | D-6-76-139-138 | weitere Bilder |
| Hauptstraße 195 (Standort)                  | Wohnhaus                     | schmaler dreigeschossiger traufständiger Satteldachbau mit verputzten Fachwerkobergeschossen, 18./19. Jahrhundert, im Kern möglicherweise noch 15./16. Jahrhundert | D-6-76-139-139 | weitere Bilder |
| Hauptstraße 197 (Standort)                  | Wohnhaus                     | schmaler dreigeschossiger traufständiger Satteldachbau mit vorkragenden Fachwerkobergeschossen, 18./19. Jahrhundert, im Kern möglicherweise 15./16. Jahrhundert, massives Erdgeschoss mit Sandsteingewände und klassizistischer Haustür, 1. Hälfte 19. Jahrhundert                                                  | D-6-76-139-140 | weitere Bilder |
| Hauptstraße 199 (Standort)                  | Wohnhaus                     | schmaler dreigeschossiger Satteldachbau mit vorkragenden Fachwerkobergeschossen, 18. Jahrhundert, im Kern möglicherweise noch 15./16. Jahrhundert, entlang der westlichen Giebelseite ursprüngliche Verbindungsgasse zur mittelalterlichen Synagoge, seit 2. Hälfte 19. Jahrhundert überbaut, Erdgeschoss verändert | D-6-76-139-141 | weitere Bilder |
| Hauptstraße 201 (Standort)                  | Ehemalige Synagoge           | Bruchsteinbau aus Sandstein mit zwei Kreuzrippengewölben, Spitzbogen- und Rundfenstern, gotisch, um 1290, Dachaufbau 19. Jh. | D-6-76-139-142 | BW             |
| Hauptstraße 202 (Standort)                  | Wohnhaus                     | zweigeschossiges traufständiges Fachwerkhaus mit Satteldach, Haustür mit Werksteingewände und klassizistischer Flügeltür, Anfang 19. Jahrhundert | D-6-76-139-143 | weitere Bilder |
| Hauptstraße 203 (Standort)                  | Wohnhaus                     | dreigeschossiger traufständiger Satteldachbau mit vorkragenden Fachwerkobergeschossen, im Kern 16./17. Jahrhundert, Umbau 1. Hälfte 19. Jahrhundert, massives verputztes Erdgeschoss mit Werksteinrahmungen und klassizistischer Flügeltür                                                                          | D-6-76-139-144 | weitere Bilder |
| Hauptstraße 204 (Standort)                  | Wohnhaus                     | dreigeschossiger traufständiger Satteldachbau mit Fachwerkobergeschossen und Giebelgaube, massives Erdgeschoss mit Werksteinrahmungen, Neorenaissance-Haustür, 19. Jahrhundert | D-6-76-139-145 | weitere Bilder |
| Hauptstraße 205 (Standort)                  | Wohnhaus                     | dreigeschossiger traufständiger Satteldachbau mit Zierfachwerkobergeschossen, 16./17. Jahrhundert, Erdgeschoss verändert | D-6-76-139-146 | weitere Bilder |
| Hauptstraße 206 (Standort)                  | Wohnhaus                     | dreigeschossiger traufständiger Satteldachbau mit Zierfachwerkobergeschossen, 17. Jahrhundert, geschnitzte Haustür, Neorenaissance, Ende 19. Jahrhundert | D-6-76-139-147 | weitere Bilder |
| Hauptstraße 207 (Standort)                  | Wohnhaus                     | dreigeschossiger traufständiger Satteldachbau mit Zierfachwerkobergeschossen, 1. Hälfte 16. Jahrhundert, massives Erdgeschoss mit Rundbogenportal, Sandstein, Spätrenaissance, bezeichnet 1611, historisierender Schaufenstereinbau, Anfang 20. Jahrhundert                                                         | D-6-76-139-148 | weitere Bilder |
| Hauptstraße 210 (Standort)                  | Wohn- und Geschäftshaus      | schmaler dreigeschossiger Satteldachbau mit Fachwerkobergeschossen, Schmuckfachwerk, 17. Jahrhundert, Erdgeschoss mit neobarockem Ladeneinbau, um 1900 | D-6-76-139-149 | weitere Bilder |
| Hauptstraße 211 (Standort)                  | Gefängnisbau                 | dreigeschossiger traufständiger Satteldachbau mit Treppengiebel, Sandsteinquadermauerwerk, Historismus, 1857, im Kern möglicherweise noch mittelalterlich, im Hof Stützmauer mit vermauerten Wappensteinen und mittelalterlichen Blidenkugeln sowie Reste der ältesten Stadtmauer, Ende 13. Jahrhundert             | D-6-76-139-150 | weitere Bilder |
| Hauptstraße 212 (Standort)                  | Wohnhaus                     | schmaler dreigeschossiger Mansarddachbau mit Fachwerkobergeschossen, 18. Jahrhundert, Erdgeschoss verändert | D-6-76-139-151 | weitere Bilder |
| Hauptstraße 215 (Standort)                  | Wohnhaus                     | dreigeschossiger traufständiger Satteldachbau mit Kellervollgeschoss und zwei Zierfachwerkgeschossen mit großer Freitreppe, 17. Jahrhundert | D-6-76-139-152 | weitere Bilder |
| Hauptstraße 217 (Standort)                  | Wohnhaus                     | dreigeschossiger traufständiger Satteldachbau mit Kellervollgeschoss und zwei verputzten Fachwerkgeschossen, teilweise überbaute Freitreppe, 17./18. Jahrhundert | D-6-76-139-155 | weitere Bilder |
| Hauptstraße 218 (Standort)                  | Wohnhaus                     | zweigeschossiger giebelständiger Satteldachbau mit gassenüberbauendem Fachwerkobergeschoss, Erdgeschoss mit Werksteinkanten und -rahmungen, 18. Jahrhundert | D-6-76-139-153 | weitere Bilder |
| Hauptstraße 219 (Standort)                  | Brauerei                     | Wohnhaus, zweigeschossiger traufständiger Mansarddachbau mit Fachwerkobergeschoss und hohem Kellergeschoss, verputztes Mauerwerk mit Werksteingliederungen, spätbarock, bezeichnet 1796 | D-6-76-139-156 | weitere Bilder |
| Hauptstraße 219 (Standort)                  | Brauerei                     | Sudhaus, zweigeschossiger traufständiger Mansarddachbau, Sandsteinquaderfassade mit Rundbogenöffnungen, neobarock, bezeichnet 1900, seitlicher zweigeschossiger traufständiger Anbau, Putzmauerwerk mit Mansardwalmdach, um 1900                                                                                    | D-6-76-139-156 | weitere Bilder |
| Hauptstraße 219; Hauptstraße 221 (Standort) | Löwenbrauerei                | Komplex aus 6 Häusern | D-6-76-139-154 | weitere Bilder |
| Hauptstraße 220 (Standort)                  | Wohnhaus                     | zweigeschossiger giebelständiger Mansarddachbau mit Halbwalm und Schmuckfachwerkobergeschoss, 19. Jahrhundert | D-6-76-139-157 | weitere Bilder |
| Hauptstraße 221 (Standort)                  | Ehemaliges Wohnhaus          | jetzt Brauerei, langgestreckter zweigeschossiger traufständiger Satteldachbau mit teilweise weit vorkragendem Fachwerkobergeschoss und Aufzugsgaube, Sandsteinerdgeschoss mit Dreifenstergruppe und Resten eines profilierten Portalbogens, Renaissance, bezeichnet 1624                                            | D-6-76-139-160 | weitere Bilder |
| Hauptstraße 222 (Standort)                  | Wohnhaus                     | dreigeschossiges giebelständiges Fachwerkhaus mit Satteldach, Schmuckfachwerk bezeichnet 1580, Gefachausfüllung mit unverputzten Backsteinen um 1900, Rokoko-Flügeltür, 2. Hälfte 18. Jahrhundert | D-6-76-139-159 | weitere Bilder |
| Hauptstraße 225 (Standort)                  | Wohnhaus                     | die westliche Haushälfte, dreigeschossiger traufständiger Satteldachbau mit vorkragenden Fachwerkobergeschossen und Aufzugsgaube, 17. Jahrhundert, Erdgeschoss verändert | D-6-76-139-161 | weitere Bilder |
| Hauptstraße 233 (Standort)                  | Wohnhaus                     | stattlicher dreigeschossiger traufständiger Satteldachbau mit verputzten Fachwerkobergeschossen, Walmdacherker und Sandstein-Neidkopf, Durchfahrt bezeichnet 1617 | D-6-76-139-162 | weitere Bilder |
| Hauptstraße 234 (Standort)                  | Wohnhaus                     | zweigeschossiger Satteldachbau mit Schmuckfachwerkobergeschoss, Erdgeschoss mit Sandsteinrahmungen und Radabweisern, 18. Jahrhundert, Dachaufbau verändert | D-6-76-139-163 | weitere Bilder |
| Hauptstraße 237 (Standort)                  | Wohnhaus                     | zweigeschossiger traufständiger Satteldachbau mit Zierfachwerkobergeschoss, 17. Jahrhundert. massives Erd- und Kellergeschoss mit Werksteinrahmungen, 19. Jahrhundert | D-6-76-139-164 | weitere Bilder |
| Hauptstraße 247, 249 (Standort)             | Wohnhaus                     | zweigeschossiger giebelständiger Halbwalmdachbau mit verputztem Fachwerkobergeschoss und -erker, massives Erdgeschoss mit Werksteinkanten und -rahmungen, Wappenzier, Gesims bezeichnet 1609, Rundbogenportal bezeichnet 1562                                                                                       | D-6-76-139-165 | weitere Bilder |
| Hauptstraße 248 (Standort)                  | Wohnhaus                     | dreigeschossiger Satteldachbau mit vorkragenden Fachwerkobergeschossen in Ecklage, Schmuckfachwerk und Aufzugsgaube, 17./18. Jahrhundert, Erdgeschoss verändert | D-6-76-139-166 | weitere Bilder |
| Hauptstraße 252 (Standort)                  | Wohnhaus                     | zweigeschossiges traufständiges Fachwerkhaus mit vorkragendem Schmuckfachwerk, Satteldach und Aufzugsgaube mit Walmdach, Sandsteinsockel mit Radabweisern, 17./18. Jahrhundert | D-6-76-139-167 | weitere Bilder |
| Hauptstraße 261 (Standort)                  | Wohnhaus                     | zweigeschossiger giebelständiger Satteldachbau mit verschiefertem Fachwerkobergeschoss, 15./16. Jahrhundert, massives Erdgeschoss mit Werksteinrahmungen, 17. Jahrhundert | D-6-76-139-168 | weitere Bilder |
| Hauptstraße 263, 265 (Standort)             | Wohnhaus                     | Doppelhaus, zweigeschossiger giebelständiger Satteldachbau mit verschieferten Fachwerkobergeschossen, 1478, massives Erdgeschoss mit Werksteinrahmungen, 19. Jahrhundert | D-6-76-139-169 | weitere Bilder |
| Hauptstraße 274 (Standort)                  | Wohnhaus                     | zweigeschossiger traufständiger Mansarddachbau mit verputztem Fachwerkerdgeschoss über Kellersockel, vorkragendes Schmuckfachwerk im Obergeschoss mit Fenstererker und 'Neidköpfen', bezeichnet 1583, Dachaufbau 18. Jahrhundert                                                                                    | D-6-76-139-170 | weitere Bilder |
| Hauptstraße 275 (Standort)                  | Wohnhaus                     | dreigeschossiger giebelständiger Satteldachbau mit Fachwerkobergeschossen und abgeschlepptem zweigeschossigem Anbau, unverputztes Sandsteinmauerwerk mit bezeichnet 1549 und 1549 (d); mit Hochwassermarke von 1682                                                                                                 | D-6-76-139-171 | weitere Bilder |
| Hauptstraße 280 (Standort)                  | Hotel                        | zweigeschossiger Mansardwalmdachbau mit Säulenaltan an Weggabelung, nördliche Mainfront mit Satteldach und Zwerchhäusern mit historisierenden Treppengiebeln, Putzmauerwerk mit Werksteingliederungen, im Kern 18. Jahrhundert, Umbau 2. Hälfte 19. Jahrhundert                                                     | D-6-76-139-172 | weitere Bilder |
| Hauptstraße 287 (Standort)                  | Wohnhaus                     | zweigeschossiger traufständiger Mansarddachbau mit weit vorkragendem verputztem Fachwerkobergeschoss, 16./17. Jahrhundert, Erdgeschoss verändert | D-6-76-139-173 | weitere Bilder |
| Hauptstraße 289 (Standort)                  | Wohnhaus                     | zweigeschossiger traufständiger Mansarddachbau mit weit vorkragendem Schmuckfachwerkobergeschoss, Erdgeschoss mit Werksteinrahmungen und Freitreppe, 16./17. Jahrhundert | D-6-76-139-174 | weitere Bilder |
| Hauptstraße 295 (Standort)                  | Wohnhaus                     | dreigeschossiger traufständiger Satteldachbau mit Zierfachwerkobergeschossen, bezeichnet 1622, Erdgeschoss mit Werksteinrahmungen, 19. Jahrhundert, Dachaufbau verändert | D-6-76-139-175 | weitere Bilder |

#### Mainzer Straße
Umgrenzung: Mainzer Straße 1–25 (ungerade Nummern).   Besonderer Bereich 9.

| Lage                         | Objekt   | Beschreibung | Akten-Nr.      | Bild           |
| ---------------------------- | -------- | --- | -------------- | -------------- |
| Mainzer Straße 13 (Standort) | Wohnhaus | traufständiger zweigeschossiger Satteldachbau mit Zierfachwerkobergeschoss und Aufzugsgaube, um 1700, verputztes Erdgeschoss mit Werksteinrahmungen bezeichnet 1838 | D-6-76-139-186 | weitere Bilder |

#### Restliche Kernstadt
| Lage                                                                          | Objekt                                                   | Beschreibung | Akten-Nr.      | Bild                                        |
| ----------------------------------------------------------------------------- | -------------------------------------------------------- | --- | -------------- | ------------------------------------------- |
| Am Eisenherd 16 (Standort)                                                    | Lagerhaus einer Samenklenganstalt                        | Satteldachbau mit rustikal gegliederter Sandsteinquaderfassade, Einfahrt mit großem kämpferlosen Blendbogen, Anklänge an die Revolutionsarchitektur vom Anfang des 19. Jahrhunderts, bezeichnet 1894 | D-6-76-139-18  | weitere Bilder                              |
| Am Klausrain (Standort)                                                       | Jüdischer Friedhof, sogenannter Neuer Jüdischer Friedhof | 1899 angelegt, belegt seit 1904, mit Grabsteinen bis 1941 | D-6-76-139-315 | BW                                          |
| Breitendieler Straße (Standort)                                               | Wegkreuz                                                 | geschweifter Inschriftsockel mit Kruzifix, Sandstein, barock, bezeichnet 1763 | D-6-76-139-7   | BW                                          |
| Bürgstädter Straße 6; Bürgstädter Straße 8; Eichenbühler Straße 11 (Standort) | Internat 'Kilianeum'                                     | Gruppe aus verputzten Massivbauten mit Hauskapelle im Park; Hauptgebäude, dreigeschossiger Mansardwalmdachbau auf L-förmigem Grundriss, neobarock, Anfang 20. Jahrhundert mit viergeschossigem Walmdachanbau, um 1935; angebaute Hauskapelle, zweigeschossiger Mansarddachbau mit Zwiebelturm-Dachreiter, im Obergeschoss Kapellenraum mit halbrunder Apsis, neobarock, Anfang 20. Jahrhundert; Nebenhaus (Villa Anna), dreigeschossiger verputzter Walmdachbau mit Werksteingliederungen über Rustikakellersockel, Zwerchhausblendgiebel, Konsolerker mit Spitzhelm und Loggien, historistisch, Ende 19. Jahrhundert; Bildstock, Postament mit Säule und Satteldach-Nischenaufsatz, Sandstein, um 1900 | D-6-76-139-8   | weitere Bilder                              |
| Bürgstädter Straße 18 (Standort)                                              | Villa                                                    | freistehender zweigeschossiger Walmdachbau mit Drempel, rückwärtiger Mittelrisalit und zweigeschossiger Wintergartenanbau, Sandsteinquaderfassade im Stil toskanischer Frührenaissancevillen, 2. Hälfte 19. Jahrhundert, zugehöriger Park | D-6-76-139-9   | Villa                                       |
| Bürgstädter Straße 24 (Standort)                                              | Wohnhaus                                                 | freistehender zweigeschossiger Walmdachbau, unverputztes Sandsteinmauerwerk mit Lisenen, Nebenhaus zu Hs.-Nr. 18, 2. Hälfte 19. Jahrhundert | D-6-76-139-10  | weitere Bilder                              |
| Bürgstädter Straße 28 (Standort)                                              | Villa                                                    | freistehender zweigeschossiger Walmdachbau mit vorgestelltem Halbwalmgiebel und Treppenturm, Putzfassade über Rustikasockel mit reichem Formenspiel durch Konsolerker mit Zwiebelhaube, Freitreppe und geschnitzten Lauben, Anton Eckert (Würzburg), reduziert historistisch, 1901/02 | D-6-76-139-292 | weitere Bilder                              |
| Bürgstädter Straße 32 (Standort)                                              | Mariensäule                                              | Inschriftpostament mit Inschriftsäule und freiplastischer Madonna, Sandstein, barock, bezeichnet 1727 | D-6-76-139-11  | weitere Bilder                              |
| Burgweg (Standort)                                                            | Heiligenfigur                                            | Sockel, Sandstein, 19. Jahrhundert mit Madonnenfigur, Sandstein, Ende 14. Jahrhundert (Kopie) | D-6-76-139-200 | Heiligenfigur                               |
| Burgweg 17, 19 (Standort)                                                     | Villa                                                    | zweigeschossiger Walmdachbau mit vorgestelltem verschiefertem Schopfwalm- bzw. Satteldachgiebeln, Putzfassade über Rustikasockel, Carl Reis, später Jugendstil, 1910/11 rückwärtiges Nebengebäude (Nr. 19), eingeschossiger Pultdachbau mit Fachwerkdrempel und Aufzugsgaube, 1910/11 Einfriedung, Sockelmauer mit Pfeilern und Metallzaun, Sandstein, 1910/11 | D-6-76-139-294 | weitere Bilder                              |
| Burgweg 20 (Standort)                                                         | Villa                                                    | freistehender eingeschossiger Walmdachbau mit Zwerchhausgaube und vorgestelltem Risalit mit Satteldach und Freigespärre, Sandsteinquadermauerwerk mit Werksteingliederungen und Fachwerkdrempel, Anfang 20. Jahrhundert | D-6-76-139-15  | weitere Bilder                              |
| Burgweg 20 (Standort)                                                         | Einfriedung                                              | Sockelmauer mit Pfeilern und Metallzaun, Anfang 20. Jahrhundert | D-6-76-139-15  | BW                                          |
| Burgweg 27, 29 (Standort)                                                     | Wohnhaus                                                 | villenähnliche Wohnanlage aus zwei zusammen konzipierten zweigeschossigen Wohnhäusern mit Halbwalm- bzw. Walmdach, Putzfassaden mit Werksteingliederungen, die Fassaden durch Eckturm, Schweifgiebel, Loggien und Erkern durchgebildet in die Einfriedung integrierter offener Gartenpavillon mit Haubendach über Sandsteinsäulen, um 1900 | D-6-76-139-16  | weitere Bilder                              |
| Burgweg 30 (Standort)                                                         | Kreuz                                                    | Inschriftpostament mit Kruzifix, Sandstein, bezeichnet 1731, renoviert 1788 | D-6-76-139-17  | weitere Bilder                              |
| Burgweg 30 (Standort)                                                         | Bildstock                                                | in die Stützmauer eingelassen (seit 2011 freistehend), bezeichnet 1604 | D-6-76-139-21  | weitere Bilder                              |
| Burgweg 38 (Standort)                                                         | Evang.-Luth. Pfarrkirche St. Johannis                    | einschiffige Saalkirche über Keller- und Treppensubstruktion mit eingezogener 3/8-Apsis und Satteldach, diverse Annexbauten in betont asymmetrischer Verteilung, einseitiges Querhaus nach Süden, aus der Baumasse aufragender Achteckturm mit hohem Spitzhelm, Sandsteinquadermauerwerk mit reicher Werksteinornamentik, neugotisch, 1897; mit Ausstattung | D-6-76-139-20  | weitere Bilder                              |
| Burgweg 38 (Standort)                                                         | Terrasse und Treppenanlage                               | mit Geländer, Sandstein und Eisen, neugotisch Ende 19. Jahrhundert | D-6-76-139-20  | weitere Bilder                              |
| Burgweg 39 (Standort)                                                         | Villa                                                    | zweigeschossiger Walmdachbau mit diversen Annexen in vielgestaltigen Giebelformen wie Zwerch-, Halbwalm- und Schweifgiebel, stark bewegter verputzter Baukörper durch vorspringende Gebäudeteile mit Werkstein- und Fachwerkgliederungen, um 1900; Einfriedung, Sockelmauerung mit Sandsteinpfeilern und Metallgitter, Jugendstil, Anfang 20. Jahrhundert | D-6-76-139-19  | weitere Bilder                              |
| Burgweg 44 (Standort)                                                         | Evang.-Luth. Gemeindehaus                                | zweigeschossiger Schopfwalmdachbau mit Satteldachflügel über schiefwinkligem Grundriss, Sandsteinfassade mit gotisierender Fensterrahmung und historisierenden Fachwerkpartien in Obergeschoss und Giebel, Fachwerkerker mit hohem Spitzhelm, Historismus, Ende 19. Jahrhundert | D-6-76-139-22  | weitere Bilder                              |
| Burgweg 49 (Standort)                                                         | Villa                                                    | breitgelagerter zweigeschossiger Sandsteinquaderbau mit Satteldach, Risalite mit Fachwerkgiebeln und Halb- oder Schopfwalmen, Eckturm mit Fachwerkobergeschoss und Walmdach, Historismus, Ende 19. Jahrhundert rückwärtige bogenförmig verlaufende rustizierte Böschungsmauer mit Treppe, Sandstein und Metallzaun, Ende 19. Jahrhundert | D-6-76-139-23  | weitere Bilder                              |
| Burgweg 58 (Standort)                                                         | Ehemalige Villa Winterhelt                               | hoher dreigeschossiger Satteldachbau mit steilen Staffelgiebeln über Kellersubstruktion am Hang, diverse turmartige Annexe mit Walm-, Kegel- oder Zeltdach, vielgestaltiger Baukörper mit Sandsteinrusika und Schieferverkleidungen dominiert durch übersteigert schlanken Turm mit verschiefertem Obergeschoss und Krüppelwalmdach, von der Burgenromantik beeinflusster überzeichneter Historismus, um 1900 Nebengebäude, eingeschossiger Mansardwalmdachbau mit Sandsteinrustika- und Fachwerkfassade zugehöriger Park mit Mauereinfriedung | D-6-76-139-24  | weitere Bilder                              |
| Burgweg 60 (Standort)                                                         | Ehemalige Villa Winterhelt                               | Kutscherhaus, eingeschossiger Mansardwalmdachbau mit Sandsteinrustikafassade, 1902 |                | weitere Bilder                              |
| Burgweg 79 (Standort)                                                         | Villa mit Turm                                           | 1849 | D-6-76-139-25  | BW                                          |
| Conradyweg 10 (Standort)                                                      | Villa                                                    | dreigeschossiger Konglomeratsbau mit Zinnenbekrönung, reich gegliederte gelbe Backsteinfassade mit Werksteinelementen, neugotisch, Ende 19. Jahrhundert | D-6-76-139-27  | weitere Bilder                              |
| Conradyweg 20 (Standort)                                                      | Mildenburg                                               | um 1225 durch den Erzbischof von Mainz angelegt; Palas, dreigeschossiger Satteldachbau mit Treppengiebeln, Erkerbauten und polygonalem Treppenturm mit Glockendach, verputztes Mauerwerk mit Werksteinkanten und -rahmungen, Renaissance, 1565–68, im Kern 13.–14. Jahrhundert, späthistoristische Ausgestaltung um 1910, südlicher zweigeschossiger Anbau 16. Jahrhundert, seit 1552 Ruine Bergfried, Buckelquaderbau auf quadratischem Grundriss, Anfang 13. Jahrhundert innere Ringmauer, Anfang 13. Jahrhundert Zwingeranlage, 1390–96 südliches Vorwerk, 1459–62 Vorbefestigungen am Nordhang mit Stützmauern und Spitzbogentor, 14./15. Jahrhundert Vortor mit Brücke, spätromantischer Parkstaffagebau in Form eines ruinösen Torbogens mit vorgelagerter Bogenbrücke, neugotisch, bezeichnet 1912 | D-6-76-139-28  | weitere Bilder                              |
| Conradyweg 24 (Standort)                                                      | Ehemals zur Burg gehöriges Bedienstetenhaus              | zweigeschossiger unverputzter Sandsteinbau mit Fachwerkobergeschoss und verschiefertem Schopfwalmdach, eingeschossiger Halbwalmdachflügel, historistisch, 1909–1910 | D-6-76-139-29  | BW                                          |
| Eichenbühler Straße 1 (Standort)                                              | Villa                                                    | der Straßengabelung angepasster zweigeschossiger Dreiflügelbau mit flachem Walmdach und übergiebelten Risaliten sowie Eckturm mit flachem Pyramidendach, gelber Sandsteinquaderbau mit roten Werksteingliederungen, Neorenaissance, Ende 19. Jahrhundert | D-6-76-139-30  | weitere Bilder                              |
| Eichenbühler Straße 2 (Standort)                                              | Villa                                                    | Villa, freistehender zweigeschossiger Walmdachbau, verputztes Mauerwerk mit Werksteingliederungen und Eisenbalkon, spätklassizistisch, 2. Hälfte 19. Jahrhundert; Mauereinfriedung mit Davidstern über Portal, 2. Hälfte 19. Jahrhundert, Verlauf teilweise geändert | D-6-76-139-214 | weitere Bilder                              |
| Eichenbühler Straße 14 a (Standort)                                           | Bildstock                                                | gefaster Pfeiler mit Schweifdach-Nischenaufsatz und eingestelltem Relief 'Ecce Homo', Sandstein, 1677 | D-6-76-139-31  | Bildstock                                   |
| Fabrikstraße 2; Nähe Fabrikstraße (Standort)                                  | Kellertürgewände                                         | gekehltes Rundbogenprofil, Sandstein, Renaissance, bezeichnet 1549; Gartenmauer mit zwei kugelbekrönten Torpfeilern, barock, Sandstein, 18. Jahrhundert | D-6-76-139-33  | BW                                          |
| Fischergasse 39; Mainstraße 41 (Standort)                                     | Wohnhaus                                                 | giebelständiges zweigeschossiges Haus mit vorkragendem verputztem Obergeschoss, Satteldach mit rückwärtigem Krüppelwalm, 17. Jahrhundert, Erdgeschoss erneuert | D-6-76-139-39  | Wohnhaus                                    |
| Gartenstraße 4 (Standort)                                                     | Villa                                                    | zweigeschossiger Walmdachbau mit Walm- bzw. Krüppelwalmdachrisalit, Erker Laube und Balkon, Putzmauerwerk mit Sandsteinrustika und partiellem Schmuckfachwerk, Ende 19. Jahrhundert | D-6-76-139-40  | Villa                                       |
| Gartenstraße 5 (Standort)                                                     | Wohnhaus                                                 | villenähnlicher zweigeschossiger Walmdachbau mit Krüppelwalmrisaliten, Loggia und zweigeschossigem Eckerker mit hohem Spitzhelm, Sandsteinrustika im Erdgeschoss und Putzfassade mit Werkstein- und Fachwerkgliederungen, historistisch, Ende 19. Jahrhundert | D-6-76-139-41  | Wohnhaus                                    |
| Graubergstraße 7 a (Standort)                                                 | Bildstock                                                | 1633 | D-6-76-139-43  | BW                                          |
| Graubergstraße 9 (Standort)                                                   | Kleinvilla                                               | Zweigeschossiger Walmdachbau mit Sandsteingliederungen, Zwerchgiebeln, Schopfwalm und Erker, Obergeschoss mit Fachwerk, 1903 von Carl Penseler | D-6-76-139-448 | weitere Bilder                              |
| Graubergstraße 13 (Standort)                                                  | Villa                                                    | zweigeschossiger verputzter Walmdachbau, hoher Giebel mit Vorkragung und bemaltem Ortgang über Eckrisalit, Putzfassade, Anklänge an späten Jugendstil, um 1920 | D-6-76-139-44  | weitere Bilder                              |
| Graubergstraße 24 (Standort)                                                  | Villa                                                    | zweigeschossiger Walmdachbau mit Fachwerkobergeschoss, Risalite, Putzfassade mit Werksteingliederungen, Kellerhanggeschoss mit Sandsteinrustika in baulichem Zusammenhang mit der umlaufenden Gartentreppenkonstruktion, zugehöriger Garten, Jugendstil, 1901 | D-6-76-139-46  | weitere Bilder                              |
| Graubergstraße 37; Graubergstraße 26 (Standort)                               | Villa                                                    | zweigeschossiger Flachsatteldachbau mit weit ausladendem Dachüberstand, umlaufendem Schnitzbalkon, Sandstein- und Putzfassade mit verbrettertem Kniestockgiebel im Schweizerhaus Stil, um 1900; Garagengebäude, eingeschossiger Satteldachbau mit Fassadenverbretterung, 2. Viertel 20. Jahrhundert | D-6-76-139-48  | Villa                                       |
| Graubergstraße 43 (Standort)                                                  | Villa                                                    | zweigeschossiger Pyramidendachbau mit gartenseitiger Kegeldachrotunde, Sandsteinquaderbau, Jugendstil, um 1910, zugehöriger Garten; Nebengebäude, Garage mit Bedienstetenwohnung, zweigeschossiger Walmdachbau, Sandsteinerdgeschoss mit Doppelgarage und holzverkleidetes Fachwerkobergeschoss mit Übereckfenstern, um 1930 | D-6-76-139-49  | weitere Bilder                              |
| Graubergstraße 47 (Standort)                                                  | Villa                                                    | eingeschossiger Mansardwalmdachbau, gartenseitige Rotunde mit verschiefertem Glockendach und umlaufendem Säulenbalkon, Sandsteinfassade, Jugendstil um 1910; zugehöriger Garten | D-6-76-139-50  | Villa                                       |
| Großheubacher Straße 3 (Standort)                                             | Villa Bauscher                                           | eingeschossige Baugruppe mit Flachdächern, 1954 von Hans Rach (München); vorgelagerte Nebengebäude, Garten von Alfred Reich (München) | D-6-76-139-291 | BW                                          |
| Großheubacher Straße 25 (Standort)                                            | Villa                                                    | Zweigeschossiger, verputzter Massivbau über hohem Sockel, mit Mansardwalmdach und gerundeten, überkuppelten Risaliten, 1922 | D-6-76-139-453 | BW                                          |
| Großheubacher Straße 25 (Standort)                                            | Ehemaliges Gärtnerhaus                                   | Eingeschossiger, verputzter Massivbau mit einseitig abgeschlepptem Walmdach | D-6-76-139-453 | BW                                          |
| Großheubacher Straße 25 (Standort)                                            | Garten                                                   | Teil des umliegenden Gartens mit altem Baumbestand, Treppenanlagen und Pumphaus zur Gartenbewässerung mittels Mainwasser | D-6-76-139-453 | BW                                          |
| Großheubacher Straße; Nähe Großheubacher Straße (Standort)                    | Sühnekreuz                                               | Steinkreuz mit abgefasten Kanten, Sandstein, 15. Jahrhundert | D-6-76-139-246 | BW                                          |
| Jägersteig (Standort)                                                         | Bildstock                                                | Inschriftsockel mit Säule und Reliefaufsatz 'Kreuzfall', Sandstein, bezeichnet 1773, Aufsatz erneuert | D-6-76-139-199 | BW                                          |
| Karolinenweg 2; Burgweg 67 (Standort)                                         | Ehemalige Villa Jacob                                    | ausgedehnter zweigeschossiger (talwärts dreigeschossiger) Konglomeratsbau mit vielfältiger Dachlandschaft (Walmdach, Krüppelwalmdach, Satteldächer mit Stufengiebel, Haubendach) und bekrönendem Dachreiter mit Glockendach, diverse Erkerbauten und Loggia mit Terrasse, Sandsteinquaderfassade mit Rustikasockel, dem Eingang vorgelagerte unterkellerte Terrasse mit wiederverwendeten mittelalterlichen Schießscharten, Historismus, bezeichnet 1900; Kutscherhaus, zweigeschossiger Krüppelwalmdachbau mit Fachwerkobergeschoss und Turm mit Fachwerkobergeschoss sowie gebrochenem Zeltdach, umlaufender Balkon, im Erdgeschoss Remise; ehemals Kegelbahn(?) jetzt Ausschankhalle, eingeschossiger Walmdachbau mit angegliederter einseitig offener Holzstützenhalle über Böschungsmauer, 1. Hälfte 20. Jahrhundert; Aussichtpavillon, sechseckige offene Holzstützenkonstruktion mit Zeltdach, 1. Hälfte 20. Jahrhundert, erneuert; zugehöriger Park mit hangparallelem geschwungenem Wegenetz | D-6-76-139-45  | Ehemalige Villa Jacob                       |
| Laurentiusstraße (Standort)                                                   | Steinbrücke                                              | zweibogige Steinbrücke mit massiver Brüstung und Radabweisern, Sandstein, Mitte 14. Jahrhundert; St. Nepomuk-Statue, Inschriftsockel mit Figur des Hl. Johann Nepomuk, farbig gefasster Sandstein, barock, bezeichnet 1730 | D-6-76-139-179 | BW                                          |
| Laurentiusstraße (Standort)                                                   | Bildstock                                                | Sockel und Pfeiler mit Reliefaufsatz 'Hl. Laurentius', Sandstein, Mitte 17. Jahrhundert | D-6-76-139-178 | BW                                          |
| Laurentiusstraße 2 (Standort)                                                 | Katholische Friedhofskapelle St. Laurentius              | Saalbau mit eingezogenem Dreiseitchor, verschiefertes Satteldach und Giebelreiter mit Spitzhelm, verputztes Mauerwerk mit Werksteinkanten und -rahmungen, Chor spätgotisch, bezeichnet 1476, Langhaus nachgotisch, bezeichnet 1594; mit Ausstattung; ummauerter Friedhof mit Grabsteinen des 16.–19. Jahrhunderts | D-6-76-139-177 | Katholische Friedhofskapelle St. Laurentius |
| Löwengasse 1 (Standort)                                                       | Wohnhaus                                                 | schmaler viergeschossiger giebelständiger Satteldachbau mit Zierfachwerkobergeschossen, Sandsteinerdgeschoss mit Freitreppe, 16. Jahrhundert, im Untergeschoss Mikwe, 19. Jahrhundert | D-6-76-139-180 | Wohnhaus                                    |
| Luitpoldstraße 6 (Standort)                                                   | Mietshaus                                                | traufständiger dreigeschossiger Satteldachbau, Mittelrisalit mit Walmdach und Konsolerker, Sandsteinquaderfassade mit reichem Baudekor, späthistoristisch, bezeichnet 1902 | D-6-76-139-282 | Mietshaus                                   |
| Luitpoldstraße 8 (Standort)                                                   | Ehemaliges königliches Progymnasium                      | dreigeschossiger dreiflügeliger Sandsteinquaderbau mit Walmdächern, Dachreiter und Eingangshalle, bezeichnet 1910/11 | D-6-76-139-283 | Ehemaliges königliches Progymnasium         |
| Luitpoldstraße 17; Mainstraße 3; Mainstraße 5 (Standort)                      | Elektrizitätswerk                                        | zweigeschossiger Konglomeratsbau mit Staffelgiebeln und zinnenbekröntem Rundturm als Reminiszenz für den an dieser Stelle abgebrochenen Nordostturm der mittelalterlichen Stadtbefestigung, eingeschossiger Maschinenhallenanbau mit Schornsteinunterbau, Sandsteinquaderbau mit reichen Gliederungen, Ludwig Frosch, historistisch, 1903/04 | D-6-76-139-284 | BW                                          |
| Luitpoldstraße 17; Mainstraße 3; Mainstraße 5 (Standort)                      | Schlachthof                                              | zugehöriger, eingeschossiger Walmdachbau mit Lüftungslaterne und Pultdachanbau, Sandsteinquaderbau, Anfang 20. Jahrhundert, Nebengebäude; zweigeschossiger Pultdachbau mit Stallungen im Erdgeschoss, Sandsteinquaderbau, Anfang 20. Jahrhundert | D-6-76-139-284 | Schlachthof                                 |
| Main (Standort)                                                               | Säulenschaft                                             | eine der unvollendeten Säulen vom Mainbullauer Haineberg, urspr. für Wiederaufbau des 1009 abgebrannten Willigisdoms in Mainz bestimmt und hier neu aufgestellt, Sandstein, 11. Jahrhundert, frühneuzeitliche Ritzgraffiti, 17. Jahrhundert | D-6-76-139-184 | Säulenschaft                                |
| Mainstraße 57 (Standort)                                                      | Ehemalige Synagoge                                       | zweigeschossiger Sandsteinquaderbau mit Mansardwalmdach und überhöhtem Mittelrisalit mit flachem Pyramidendach, historistisch, 1904 (überkuppelter Sakralraum bis auf den Kellersockel 1938 zerstört und für Wohnzwecke umgebaut) | D-6-76-139-293 | Ehemalige Synagoge                          |
| Mainstraße 62 (Standort)                                                      | Volksschule                                              | freistehender dreigeschossiger Walmdachbau mit übergiebelten Seitenrisalithen, gegliederte Sandsteinquaderfassade, Neorenaissance, bezeichnet 1879 | D-6-76-139-181 | Volksschule                                 |
| Mainstraße 73 (Standort)                                                      | Wohnhaus                                                 | zweigeschossiger Halbwalmdachbau mit verputzten, bzw. verschiefertem Fachwerkobergeschoss, als ältestes Haus der Stadt um 1230 erwähnt, heutige Form wohl 16./17. Jahrhundert | D-6-76-139-182 | Wohnhaus                                    |
| Mainzer Straße 12 (Standort)                                                  | Ehemaliger Bahnhof                                       | an Nr. 14 angegliederte Güterhalle | D-6-76-139-187 | Ehemaliger Bahnhof                          |
| Mainzer Straße 14 (Standort)                                                  | Ehemaliger Bahnhof                                       | zugehöriges Büro- und Wohnhaus, zweieinhalbgeschossiger Walmdachbau mit dreigeschossigem Mittelteil, zurückhaltend gegliederte Sandsteinquaderfassade | D-6-76-139-187 | Ehemaliger Bahnhof                          |
| Mainzer Straße 32 (Standort)                                                  | Ehemaliger Bahnhof                                       | Hauptgebäude, dreigeschossige Dreiflügelanlage mit flachen Walmdächern, reich gegliederte Sandsteinquaderfassade mit Glasdach über Eisenkonsolen auf der Rückseite, Neoklassizismus, 1887 | D-6-76-139-187 | Ehemaliger Bahnhof                          |
| Meister-Hermann-Straße 2 (Standort)                                           | Mariensäule                                              | Inschriftsäule mit freiplastischer Madonna, Sandstein, bezeichnet 1642, 1727, 1898, 1946 | D-6-76-139-32  | weitere Bilder                              |
| Nähe Burgweg (Standort)                                                       | Jüdischer Friedhof                                       | sogenannter Alter Jüdischer Friedhof mit Grabsteinen des 19. Jahrhunderts, 15. Jahrhundert–1904 | D-6-76-139-13  | weitere Bilder                              |
| Nähe Graubergstraße (Standort)                                                | Reinwasserbehälter                                       | der unterhalb gelegenen Villa Jacob, Erdbau mit ägyptisierender Sandsteinfassade, bezeichnet 1895 | D-6-76-139-47  | Reinwasserbehälter                          |
| Nähe Graubergstraße (Standort)                                                | Wasserreservoir                                          | im Hang errichteter eingeschossiger Zugangsbau zum unterirdischen Wasserreservoir, Fassade mit Rundbogentür und vasenbekrönter Balustrade über Kranzgesims, Sandsteinquaderrahmungen und Flächen in Zyklopenmauerwerk, neobarock, bezeichnet 1897 | D-6-76-139-42  | weitere Bilder                              |
| Nähe Mainzer Straße (Standort)                                                | Grabdenkmal                                              | sogenanntes Sachsengrab, Begräbnisplatz für insgesamt 65 sächsische Soldaten und Fährleute, die während der napoleonischen Befreiungskriege durch ein Fährunglück auf dem Main ums Leben kamen, Ummauerung mit flankierenden liegenden Löwen unter Einbeziehung einer alten Steinbruchwand, Sandstein, bezeichnet 1814, renoviert 1913 | D-6-76-139-188 | Grabdenkmal                                 |
| Nähe Obere Walldürner Straße; Obere Walldürner Straße (Standort)              | Bildstock                                                | kräftige Säule auf einfachem Sockel, Aufsatz mit Satteldach in gotisierenden Formen, roter Sandstein, in Nische Holzfigur des hl. Antonius mit Jesuskind, 1905; zugehörige Eiseneinfriedung und Ruhbank | D-6-76-139-310 | weitere Bilder                              |
| Nähe Ziegelgasse (Standort)                                                   | St. Nepomuk-Statue                                       | Inschriftpostament mit Schifferzunftzeichen und Figur des hl. Johann Nepomuk, farbig gefasster Sandstein, barock, bezeichnet 1752 | D-6-76-139-238 | weitere Bilder                              |
| Obere Walldürner Straße 1 (Standort)                                          | Villa                                                    | zweigeschossiger Walmdachbau mit Satteldachrisalith, Konsolerker und dominierendem Eckturm mit Fachwerkobergeschoss und Pyramidendach, Putzmauerwerk mit Werkstein- und Fachwerkgliederungen, Carl Penseler, späthistoristisch, 1902/03 | D-6-76-139-1   | weitere Bilder                              |
| Obere Walldürner Straße 2 (Standort)                                          | Villa                                                    | zweigeschossiger Walmdachbau mit Satteldachmittelrisalith, Eckerker mit Balkon und dominierendem viergeschossigem Treppenhausturm mit Fachwerkobergeschoss und Schieferwalmdach, Putzmauerwerk mit Werkstein- und Fachwerkgliederungen, historistisch, um 1900; Sandsteinböschungsmauer mit vermauertem Kreuzweg-Relief 'Christus begegnet seiner Mutter', Sandstein, 18. Jahrhundert | D-6-76-139-194 | weitere Bilder                              |
| Obere Walldürner Straße 4 (Standort)                                          | Villa                                                    | eingeschossiger Krüppelwalmdachbau mit Drempel und zweigeschossigem Mittelrisalit mit Schweifblendgiebel, Putzmauerwerk mit Werksteinkanten und -rahmungen, um 1900 | D-6-76-139-195 | weitere Bilder                              |
| Obere Walldürner Straße 6 (Standort)                                          | Villa                                                    | traufständiger zweigeschossiger Krüppelwalmdachbau mit rückwärtigem Satteldachflügel und Schnitzbalkon, figürliches Putzdekor mit Jugendstilanklängen, um 1900 | D-6-76-139-196 | weitere Bilder                              |
| Obere Walldürner Straße 13 (Standort)                                         | Villa                                                    | zweigeschossiger Walmdachbau mit Traufbrettbemalung, Eingangslaube mit geböschten Rustikapfeilern und darüberliegendem verglastem Balkon, Putzfassade mit Werksteinrahmungen, Erker und Thermen-Blendfenster, später Jugendstil, 1910/11 von Carl Reis; Einfriedung, Sandstein und Metallgitter | D-6-76-139-323 | BW                                          |
| Obere Walldürner Straße 17 (Standort)                                         | Villa                                                    | zweigeschossiger Bau über gestaffeltem Grundriss mit Rustikasockel und variierenden Dachformen (Sattel-, Walm, Halbwalm-, Krüppelwalmdach) sowie verschiefertem Dachreiter mit flachem Zeltdach, Putzfassade mit gotisierenden Werksteingliederungen und Giebel in normannischer Fachwerkbauweise, 1900; zugehöriger Park mit Einfriedung, Sandstein und Metallgitter, um 1900 | D-6-76-139-197 | weitere Bilder                              |
| Obere Walldürner Straße 18 (Standort)                                         | Villa                                                    | zweigeschossiger Mansardwalmdachbau und Eckrisalith mit Krüppelwalmdach, Putzmauerwerk mit Werksteinrahmungen, Erscheinung geprägt im Wesentlichen durch Fachwerkerker und -giebel mit Dremel in expressiv übersteigerter Formensprache, historistisch, um 1900 | D-6-76-139-198 | weitere Bilder                              |
| Pfarrgasse 6 (Standort)                                                       | Wohnhaus                                                 | dreigeschossiger traufständiger Satteldachbau mit vorkragenden Zierfachwerkobergeschossen und alter Gassenüberbauung über renaissancezeitlichen Konsolsteinen, 16./17. Jahrhundert | D-6-76-139-206 | Wohnhaus                                    |
| Riesengasse 13 (Standort)                                                     | Wohnhaus                                                 | zweigeschossiger Satteldachbau mit vorkragendem verputztem Fachwerkobergeschoss und Aufzugsgaube, rundbogiges Kellerportal, Sandstein, bezeichnet 1606, Erdgeschoss verändert | D-6-76-139-207 | weitere Bilder                              |
| Riesengasse 22 (Standort)                                                     | Wohnhaus                                                 | zweigeschossiger Pultdachbau mit Halbwalm und verputztem Fachwerkobergeschoss, Mitte 18. Jahrhundert, Erdgeschoss verändert, Kellereingangsvorbau mit Rundbogen, Sandstein, bezeichnet 1582, | D-6-76-139-208 | Wohnhaus                                    |
| Riesengasse 24 (Standort)                                                     | Wohnhaus                                                 | zweigeschossiger Mansardpultdachbau mit Krüppelwalm und verputztem vorkragendem Fachwerkobergeschoss, Erdgeschoss mit Sandsteinkanten und -rahmungen | D-6-76-139-209 | Wohnhaus                                    |
| Riesengasse 24 (Standort)                                                     | Relief mit 'Mariae Verkündigung'                         | | D-6-76-139-209 | Relief mit 'Mariae Verkündigung'            |
| Riesengasse 30 (Standort)                                                     | Wohnhaus                                                 | urspr. zwei ein- bzw. zweigeschossige unterschiedlich hohe und gegeneinander versetzte Pultdachbauten mit verputztem Fachwerk, 17. – 19. Jahrhundert rundbogiges Kellerportal der westlichen Haushälfte, Sandstein, bezeichnet 1606 | D-6-76-139-210 | weitere Bilder                              |
| Riesengasse 34 (Standort)                                                     | Kellertür                                                | Sandstein, bezeichnet 1773 mit verdrehter Zahl, richtig lautend wohl '1573' | D-6-76-139-211 | Kellertür                                   |
| Riesengasse 50 (Standort)                                                     | Wohnhaus                                                 | zweigeschossiger traufständiger Satteldachbau mit verputztem Fachwerkobergeschoss und Pultdachanbau, Rundbogenportal, Sandstein, bezeichnet 1580 | D-6-76-139-212 | Wohnhaus                                    |
| Riesengasse 52 (Standort)                                                     | Wohnhaus                                                 | eingeschossiger Satteldachbau mit Staffelgiebeln, unverputzte Sandsteinfassade, neugotisch, Ende 19. Jahrhundert | D-6-76-139-213 | weitere Bilder                              |
| Ringstraße 10 (Standort)                                                      | Eingelassener Ofenstein                                  | Ende 17. Jahrhundert; nicht nachqualifiziert | D-6-76-139-215 | BW                                          |
| Ringstraße 12 (Standort)                                                      | Wohnhaus                                                 | villenähnlicher zweigeschossiger Mansardwalmdachbau auf gestuftem Grundriss mit unterschiedlich verteilten Risaliten und Loggien, Sandsteinquaderfassade mit Fachwerkeinbauten, Anfang 20. Jahrhundert | D-6-76-139-216 | Wohnhaus                                    |
| Ringstraße 24; Ringstraße 26 (Standort)                                       | Doppelhaus                                               | villenähnlicher zweigeschossiger Mansarddachbau mit Halbwalmdachrisaliten, Sandsteinrustika und Putzfassade mit Werksteinkanten und -rahmungen, Fachwerkgiebel und -drempel, Anfang 20. Jahrhundert (Doppelhaus) | D-6-76-139-217 | Doppelhaus                                  |
| Ringstraße 28 (Standort)                                                      | Villa                                                    | zweigeschossiger Walmdachbau mit Zwerchhaus und Krüppelwalmdachrisalit, Konsolerker und -balkon, Putzfassade mit Rustikasockel und Werksteinrahmungen sowie Fachwerkeinsätzen, bezeichnet 1905 | D-6-76-139-218 | Villa                                       |
| Ringstraße 44 (Standort)                                                      | Villa eines Steinmetzmeisters                            | vielgestaltiger Walmdachbau auf gestaffeltem Grundriss mit unterschiedlichen Satteldachrisalit, Erkern, Lauben und dominierendem Turm mit kupfergedeckter welscher Haube und Laterne, farblich differenziertes Sandsteinquadermauerwerk und Putzflächen mit Werkstein- und Fachwerkgliederungen, Historismus, bezeichnet 1906 | D-6-76-139-219 | weitere Bilder                              |
| Rüdenauer Straße 1 (Standort)                                                 | Villa                                                    | freistehender zweigeschossiger Walmdachbau mit seitlichem Spitzhelm-Turm, verputztes Mauerwerk mit Werksteingliederungen und geschnitzten Balkonen, historistisch, bezeichnet 1902, Nebengebäude, eingeschossiger Putzbau mit Werksteinrahmungen und gestaffeltem Schieferwalmdach, 1. Hälfte 20. Jahrhundert | D-6-76-139-285 | BW                                          |
| Schererstraße 12 (Standort)                                                   | Villa                                                    | zweigeschossiger Halbwalmdachbau mit Rundturm und Zwiebelhaube, Annexe mit Krüppel- bzw. Halbwalmdach, Erker und geschnitzten Lauben, Putzfassade mit Werksteingliederungen und Schieferverkleidungen, Ende 19. Jahrhundert | D-6-76-139-220 | Villa                                       |
| Setzgasse 2 (Standort)                                                        | Wohnhaus                                                 | dreigeschossiger Satteldachbau, Hausteinfassade aus gelbem und rotem Sandstein mit Werksteingliederungen, Figurennische mit adeliger Stifterfigur, Porträtbüste über Portal, neugotisch, Ende 19. Jahrhundert | D-6-76-139-226 | Wohnhaus                                    |
| Spitalgasse 10 (Standort)                                                     | Wohnhaus                                                 | traufständiger zweigeschossiger Satteldachbau mit vorkragendem verputztem Fachwerkobergeschoss, 1397 (d), Erdgeschosstür mit geohrter Sandsteinrahmung, 18. Jahrhundert | D-6-76-139-227 | BW                                          |
| Staffelgasse (Standort)                                                       | Brunnen                                                  | zweiarmige gegenläufige Treppe mit unterirdischer gewölbter Brunnenstube, Sandstein, um 1600 | D-6-76-139-286 | weitere Bilder                              |
| Staffelgasse 4 (Standort)                                                     | Wohnhaus                                                 | eingeschossiger Satteldachbau mit Fachwerkobergeschoss, Traufhöhe einseitig verändert, massives Erdgeschoss mit Sandsteintürrahmung, bezeichnet 1675 | D-6-76-139-228 | Wohnhaus                                    |
| Steig, am Anfang der Alten Steige (Standort)                                  | Bildstock, sogenanntes Steigebild                        | Sockel und korbbogige Nische, massiv, mit kräftigem Pyramiddach, Nische mit Tafelbild der schmerzhaften Mutter Gottes und Christus unter dem Kreuz, bez. 1732 | D-6-76-139-347 | BW                                          |
| Steingaesserstraße 12 (Standort)                                              | Bildstock in Rotsandstein                                | 1588, Kreuzigung Christi mit Schächern | D-6-76-139-229 | BW                                          |
| Steingaesserstraße 28 (Standort)                                              | Brücke                                                   | Bogenbrücke über den Main mit sechs Bögen und Auffahrtsrampe mit zweibogiger Durchfahrt, Treppenanlage und Brunnennische mit Löwenkopf, dominierender neuromanischer Torbau mit Walmdach, Konsolfries und Rundbogendurchfahrt, Sandstein, 1898–1900, Sprengung 1945, Wiederaufbau, bezeichnet 1947- 50 | D-6-76-139-185 | weitere Bilder                              |
| Untere Walldürner Straße 22 (Standort)                                        | Wohnhaus                                                 | zweigeschossiger Mansardhalbwalmdachbau, unverputzte Sandsteinfassade mit Werksteinrahmungen, bezeichnet 1851 | D-6-76-139-235 | weitere Bilder                              |
| Wolfram-von-Eschenbach-Straße 17 (Standort)                                   | Volksschule                                              | Wolfram-von-Eschenbach-Volksschule, mehrgliedrige Baugruppe von zweigeschossigen Flachsatteldachbauten, Verwaltungsbau, Eingangshalle und Turnhalle, durch Flachdach-Laubengänge auf Stahlstützen untereinander verbunden, Putzfassaden durch farbige Keramikfliesen und Putzsgraffitobilder gegliedert, große Fensterflächen in Stahlrahmen, Kreisbaumeister Sommer und Stadtbaumeister Richter, 1955, Ausstattung von Hans Bail und Kurt Zöller | D-6-76-139-287 | weitere Bilder                              |
| Nähe St 2310 (Standort)                                                       | Wegkreuz                                                 | sogenanntes Rappenkreuz, Kreuz mit Kleeblattendungen und Kruzifix, Sandstein, gotisch, Mitte 15. Jahrhundert, Kopie | D-6-76-139-244 | BW                                          |

### Breitendiel
| Lage                                         | Objekt                              | Beschreibung | Akten-Nr.      | Bild |
| -------------------------------------------- | ----------------------------------- | --- | -------------- | ---- |
| Eckmühlgraben (Standort)                     | Steg                                | Überbrückung des Eckmühlgrabens durch zwei große parallel verlegte Quadersteine, monolithische Sandsteine, 19. Jahrhundert | D-6-76-139-288 | BW   |
| Mudtalstraße 22 (Standort)                   | Ehemaliges Forsthaus                | eingeschossiger Halbwalmdachbau, verputztes Mauerwerk mit Werksteinrahmungen über hohem Sandstein-Rustikasockel, Heimatstil, um 1920; Scheune, eingeschossiger unverputzter Sandsteinbau mit Fachwerkdrempel und Halbwalmdach, Giebel verschiefert sowie Nebengebäude, eingeschossiger Satteldachbau, Fachwerk teilweise durch Mauerwerk ersetzt, um 1920; Einfriedung, rustizierte Sockelmauer mit Pfeilern, Sandstein, um 1920 | D-6-76-139-248 | BW   |
| Nibelungenstraße 2 (Standort)                | Katholische Filialkirche St. Joseph | Saalkirche mit fluchtendem Dreiseitchor und Satteldach mit verschiefertem Spitzhelm, verputztes Mauerwerk mit Werksteinrahmungen, die Giebelfassade unverputzt, Mitte 18. Jahrhundert, Verlängerung Ende 19. Jahrhundert; mit Ausstattung; Kirchhofmauer mit Grabstein, 18. Jahrhundert | D-6-76-139-247 | BW   |
| Nibelungenstraße 22; Rosengasse 1 (Standort) | Kreuz                               | Inschriftsockel mit Kruzifix, Sandstein, bezeichnet 1883 | D-6-76-139-249 | BW   |

### Geisenhof
| Lage                         | Objekt                                                     | Beschreibung                                                                                           | Akten-Nr.      | Bild |
| ---------------------------- | ---------------------------------------------------------- | --- | -------------- | ---- |
| ()                           | Bildstock                                                  | 1726; nicht nachqualifiziert                                                                           | D-6-76-139-253 |      |
| Im Weißen Bild (Standort)    | Bildhäuschen                                               | hohes Satteldachbildhäuschen, verputztes Sandsteinmauerwerk, 17. Jahrhundert, Blechdach neu            | D-6-76-139-250 | BW   |
| Sechsbauernschlag (Standort) | Wegkreuz                                                   | Tischsockel mit Inschrift und Kruzifix, Sandstein, bezeichnet 1863                                     | D-6-76-139-251 | BW   |
| St 2309 (Standort)           | Bildhäuschen mit eingestelltem Relief 'Christus am Ölberg' | Sandstein, 1801                                                                                        | D-6-76-139-254 | BW   |
| St 2309 (Standort)           | Bildstock                                                  | Pfeiler mit Inschriftkartusche und rundbogigem Relief-Aufsatz 'Kreuzigung', Sandstein, bezeichnet 1723 | D-6-76-139-252 | BW   |

### Mainbullau
| Lage                                    | Objekt                                 | Beschreibung | Akten-Nr.      | Bild   |
| --------------------------------------- | -------------------------------------- | --- | -------------- | ------ |
| Mainbullau 74; In Mainbullau (Standort) | Katholische Filialkirche St. Katharina | Saalkirche mit Halbwalmdach und Chorturm mit Pyramidendach, verputztes Mauerwerk mit Werksteinkanten und -rahmungen, Chorturm und Sakristei gotisch, um 1300, Langhaus 1799; mit Ausstattung; Kirchhofmauer, unverputztes Sandsteinmauerwerk, um 1300 (?) | D-6-76-139-255 | BW     |
| Haineberg (Standort)                    | Säulen                                 | sogenannte 'Heunesäulen', ursprl. für den Wiederaufbau des 1009 abgebrannten Willigisdoms in Mainz bestimmt, 8 von ursprünglich 42 monolithischen Säulenschäften, Sandstein, nach 1009                                                                    | D-6-76-139-245 | Säulen |

### Monbrunn
| Lage                                          | Objekt         | Beschreibung | Akten-Nr.      | Bild       |
| --------------------------------------------- | -------------- | --- | -------------- | ---------- |
| Hauswiese; Staudwald-Hilpertswiese (Standort) | Steinkreuz     | Sühnekreuz mit Rillenoberfläche, Sandstein, spätmittelalterlich                                                                                  | D-6-76-139-260 | Steinkreuz |
| In Monbrunn (Standort)                        | Kapelle        | kleiner unverputzter Sandsteinquaderbau mit Dreiseitschluss, Schiefersatteldach und Giebelreiter mit Spitzhelm, bezeichnet 1916; mit Ausstattung | D-6-76-139-257 | BW         |
| In Monbrunn (Standort)                        | Bildstock      | Inschriftpfeiler mit Satteldach-Nischenaufsatz und seitlichen Kreuzreliefs, Sandstein, bezeichnet 1717                                           | D-6-76-139-258 | BW         |
| Monbrunn 1 ()                                 | Inschrifttafel | bezeichnet 1859; nicht nachqualifiziert | D-6-76-139-256 |            |
| Monbrunn 2 (Standort)                         | Bildstock      | Pfeiler mit Satteldach-Nischenaufsatz, monolithischer Sandstein, 18. Jahrhundert                                                                 | D-6-76-139-259 | BW         |
| Monbrunn 5 (Standort)                         | Bildstock      | Inschriftsockel und Rundbogen-Reliefaufsatz 'Kreuzigungsgruppe' mit Kreuzbekrönung, Sandstein, bezeichnet 1723                                   | D-6-76-139-261 | BW         |

### Schippach
| Lage                               | Objekt                                | Beschreibung | Akten-Nr.      | Bild |
| ---------------------------------- | ------------------------------------- | --- | -------------- | ---- |
| Am Heppdieler Weg (Standort)       | Bildstock                             | Inschriftpfeiler mit Satteldach-Nischenaufsatz und Kreuzbekrönung, monolithischer Sandstein und Schmiedeeisen, bezeichnet 1833 | D-6-76-139-263 | BW   |
| Straße nach Heppdiel ()            | Bildstock                             | 18. Jahrhundert; nicht nachqualifiziert | D-6-76-139-268 |      |
| Höhweg; Krumme Äcker (Standort)    | Bildstock                             | Pfeiler mit Satteldach-Nischenaufsatz und seitlichen Kreuzreliefs, monolithischer Sandstein, Anfang 18. Jahrhundert | D-6-76-139-264 | BW   |
| Kleinschippacher Weg (Standort)    | Wegkreuz                              | Sockel mit Kruzifix, Sandstein, 19. Jahrhundert | D-6-76-139-265 | BW   |
| Kleinschippacher Weg 1 (Standort)  | Katholische Filialkirche St. Wendelin | Saalkirche mit fluchtendem Dreiseitchor, Satteldach mit achteckigem verschiefertem Chorreiter und Glockenhaube, unverputztes Sandsteinmauerwerk mit Werksteingliederungen und Blendgiebel mit Figurenschmuck, barock, 1734; mit Ausstattung | D-6-76-139-262 | BW   |
| Kr MIL 13; Straße nach Heppdiel () | Bildstock                             | 19. Jahrhundert; nicht nachqualifiziert | D-6-76-139-266 |      |
| Kr MIL 13 ()                       | Bildstock                             | 1691; nicht nachqualifiziert | D-6-76-139-269 |      |
| Sechsmorgenäcker (Standort)        | Bildstock                             | Inschriftpfeiler mit Satteldach-Nischenaufsatz und Kreuzrelief, monolithischer Sandstein, 18. Jahrhundert | D-6-76-139-267 | BW   |

### Wenschdorf
| Lage                                                           | Objekt                             | Beschreibung | Akten-Nr.      | Bild |
| -------------------------------------------------------------- | ---------------------------------- | --- | -------------- | ---- |
| Bodenwiesen (Standort)                                         | Sühnekreuz                         | Sandstein, wohl spätmittelalterlich | D-6-76-139-276 | BW   |
| Geißhecke (Standort)                                           | Wegkapelle                         | kleiner Sandsteinquaderbau mit einseitig abgewalmtem Satteldach, Rundbogenöffnung in der Giebelfassade, bezeichnet 1860 | D-6-76-139-275 | BW   |
| Kaufäcker-Staudacker (Standort)                                | Bildstock                          | Pfeiler mit Satteldach-Nischenaufsatz, monolithischer Sandstein, bezeichnet 1863 | D-6-76-139-277 | BW   |
| Reichartshausener Weg (Standort)                               | Pumpbrunnen                        | profilierter Sockel, Sandstein, 1. Hälfte 19. Jahrhundert, Schwengelpumpe erneuert | D-6-76-139-272 | BW   |
| Wenschdorf 14 (Standort)                                       | Bildstock                          | Pfeiler mit Kreuzdach-Nischenaufsatz und Kreuzritzungen, monolithischer Sandstein, 17./18. Jahrhundert | D-6-76-139-274 | BW   |
| Wenschdorf 69; Reichartshausener Weg; Wenschdorf 73 (Standort) | Friedhof                           | Friedhofsummauerung, Sandstein, 18. Jahrhundert; Friedhofskreuz, Postament mit Kruzifix, Sandstein, bezeichnet 1773; Gedenkkreuz, Tischsockel mit Kruzifix, Sandstein, Ende 19. Jahrhundert; vier Heiligenfiguren: Christus Salvator, Maria, Joseph, Johann Nepomuk, barock, Sandstein, 18. Jahrhundert | D-6-76-139-271 | BW   |
| Wenschdorf 69 (Standort)                                       | Katholische Filialkirche St. Vitus | Saalkirche mit fluchtendem geradem Chorschluss, Satteldach und verschieferter Chorreiter mit Spitzhelm, verputztes Mauerwerk mit Werksteinrahmungen, Chor gotisch, 15. Jahrhundert, Langhaus 2. Hälfte 18. Jahrhundert, Turm neugotisch, 1864; mit Ausstattung                                          | D-6-76-139-270 | BW   |
| Wenschdorf 94 (Standort)                                       | Bildstock                          | Tischsockel und Pfeiler mit konisch verlaufenden abgefasten Kanten und Tonnendach-Nischenaufsatz mit Kreuzbekrönung, 18. Jahrhundert | D-6-76-139-273 | BW   |

## Ehemalige Baudenkmäler
In diesem Abschnitt sind Objekte aufgeführt, die früher einmal in der Denkmalliste eingetragen waren, jetzt aber nicht mehr. Objekte, die in anderem Zusammenhang also z. B. als Teil eines Baudenkmals weiter eingetragen sind, sollen hier nicht aufgeführt werden. Aktennummern in diesem Abschnitt sind ehemalige, jetzt nicht mehr gültige Aktennummern.

| Lage                                  | Objekt                  | Beschreibung | Akten-Nr.      | Bild                    |
| ------------------------------------- | ----------------------- | --- | -------------- | ----------------------- |
| Miltenberg Hauptstraße 40 (Standort)  | Türgewände              | bezeichnet 1589 | D-6-76-139-60  | BW                      |
| Miltenberg Fabrikstraße 17 (Standort) | Lagerhaus               | zweistöckiger Satteldachbau mit Fachwerkobergeschoss, unverputztes Sandsteinerdgeschoss mit Werksteinrahmungen, bezeichnet 1834                                                        | D-6-76-139-35  | Lagerhaus               |
| Miltenberg Hauptstraße 72 (Standort)  | Wohn- und Geschäftshaus | 1788 | D-6-76-139-70  | Wohn- und Geschäftshaus |
| Miltenberg Hauptstraße 221 (Standort) | Fachwerkhaus            | um 1624 | D-6-76-139-158 | BW                      |
| Miltenberg Riesengasse 5 (Standort)   | Wohnhaus                | Handwerkerhaus, zweigeschossiger unterkellerter Krüppelwalmdachbau, Obergeschoss Fachwerk, um 1680 unter Verwendung von Baumaterial des 14. Jahrhunderts (1354/55 dendro.dat.)         | D-6-76-139-418 | BW                      |
| Miltenberg Ziegelgasse 4 (Standort)   | Fachwerkhaus            | 16./17. Jahrhundert, erneuert | D-6-76-139-239 | BW                      |
| Miltenberg Ziegelgasse 6 (Standort)   | Wohnhaus                | giebelständiger zweigeschossiger Putzbau, Mansardpultdach mit Abwalmung der oberen Dachfläche, urspr. Fachwerk zum größten Teil massiv ersetzt, 18. Jahrhundert, Erdgeschoss verändert | D-6-76-139-240 | BW                      |